# Kleve
Kleve ([ˈkleːvə], kleverländisch Kleef, niederländisch Kleef, französisch Clèves, lateinisch Clivia, amtliche Schreibweise bis 20. Juli 1935: Cleve) ist eine mittlere kreisangehörige Stadt des Kreises Kleve im Regierungsbezirk Düsseldorf, Nordrhein-Westfalen. Sie ist Sitz des Kreises Kleve, Mittelzentrum und Mitglied der Euregio Rhein-Waal. Die Stadt liegt am unteren Niederrhein an der Grenze zwischen Deutschland und den Niederlanden.
Der Name Kleve leitet sich ab von mittelniederländisch clef, clif‚ Kliff, Klippe, dem markanten steilen Hang des Burgberges, einer Endmoräne aus der Eiszeit.
Als Mittelpunkt des gleichnamigen Herzogtums und zeitweise Kurort hatte Kleve lange Zeit eine überregionale Bedeutung.

## Geografie

### Lage
Kleve gehört geografisch zur Unteren Rheinniederung und zu den Niederrheinischen Höhen, beides Teile des Niederrheinischen Tieflands.
Der Klever Berg ist mit einer Höhe von 106,2 m ü. NHN der höchste Punkt des Stadtgebiets. Der tiefste Punkt Kleves mit elf Metern befindet sich in der Düffel.

### Stadtgliederung
Neben der Kernstadt Kleve gehören 14 Stadtteile zur Stadt (Einwohner in Klammern)
- Bimmen (149)
- Brienen (333)
- Donsbrüggen (1.526)
- Düffelward (616)
- Griethausen (1.246)
- Keeken (718)
- Kellen (7.566)
- Kleve (22.643)
- Materborn (10.959)
- Reichswalde (2.481)
- Rindern (2.706)
- Salmorth (24)
- Schenkenschanz (102)
- Warbeyen (762)
- Wardhausen (206)

### Nachbargemeinden
Die Stadt Kleve grenzt im Norden an die Gemeinde Berg en Dal (Provinz Gelderland, Niederlande), die Gemeinde Zevenaar (Provinz Gelderland, Niederlande) und die Stadt Emmerich am Rhein, im Osten an die Stadt Kalkar, im Süden an die Gemeinde Bedburg-Hau sowie die Stadt Goch. Im Westen liegt die Gemeinde Kranenburg.

## Geschichte

### Entstehung und Mittelalter

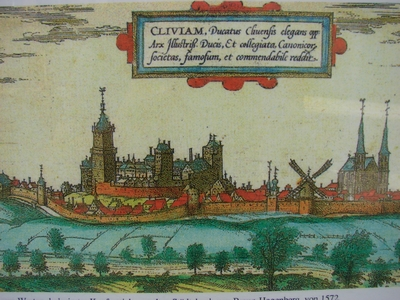
Kleve im 16. Jahrhundert, links die überragende Schwanenburg, rechts Mühle und Propsteikirche St. Mariä Himmelfahrt

Kleve war Sitz der Grafen und Herzöge von Kleve. Keimzelle der Stadt war die auf das 10. Jahrhundert zurückgehende Schwanenburg, neben der eine Siedlung entstand. 1092 wurde der Name „Cleve“ erstmals urkundlich erwähnt. Der Burg gegenüber, auf dem Heideberg, gründete Graf Dietrich VI. die Stadt Kleve, der er die Stadtrechte am 25. April 1242 verlieh. Das Recht zur Ratswahl erhielt die Stadt gegen Ende des 13. Jahrhunderts. Im 14. Jahrhundert kam es anlässlich der Verlegung des landesherrlichen Marienstifts von der Burg Monterberg nach Kleve zu einer erheblichen Stadterweiterung, der Gründung der Neustadt, dem Hagschen Viertel. Große Brände verwüsteten Kleve 1368 und 1528. Weiteren Aufschwung nahm die Stadt dank der (Heirats-)Politik der Grafen von Kleve. Auf dem Konzil von Konstanz wurde Graf Adolf II. 1417 in den Herzogsstand erhoben.

### Frühe Neuzeit

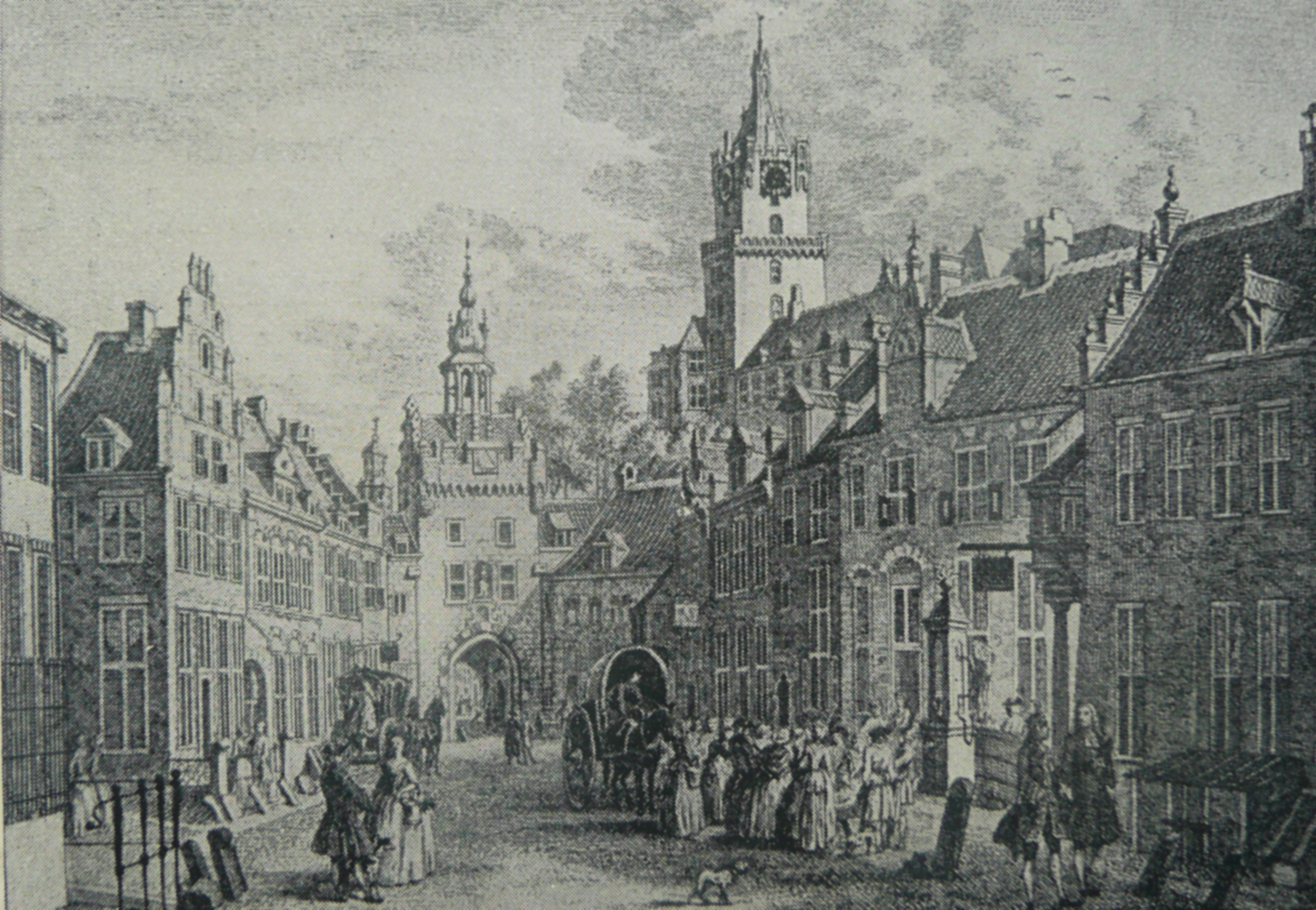
Kleve mit Binnentor im Jahr 1745

Seit der Vereinigung der Herzogtümer Kleve, Jülich, und Berg und der Grafschaften Mark und Ravensberg 1521 konkurrierte Kleve mit Düsseldorf als herzogliche Residenz. Die vereinigten Herzogtümer umfassten im 16. Jahrhundert ein Gebiet, das – ausgenommen die Fürstbistümer Köln, Münster und Paderborn sowie der Grafschaft Lippe – ungefähr dem heutigen Nordrhein-Westfalen entspricht. Nach dem Tod des kinderlosen Herzogs Johann Wilhelm 1609 fielen die Territorien an das Kurfürstentum Brandenburg und an die pfälzischen Wittelsbacher von Pfalz-Neuburg, 1614 bekam Brandenburg davon Kleve, Mark und Ravensberg. Im 17. Jahrhundert erhielt Kleve den Status einer dritten brandenburgischen Residenzstadt (neben Berlin und Königsberg (Preußen)).
1647 bis 1679 war Johann Moritz von Nassau-Siegen vom Großen Kurfürsten Friedrich Wilhelm (1620–1688) als Statthalter in Kleve eingesetzt. Friedrich Wilhelm hatte zuvor über Johann Moritz in Den Haag die Prinzessin Luise Henriette von Oranien kennengelernt. Nach ihrer Heirat bevorzugten sie zuerst Kleve vor Berlin als Lebensmittelpunkt; in Kleve kamen die ersten zwei von sechs Kindern zur Welt.
Johann Moritz hatte für die niederländische „West-Indische Compagnie“ in Brasilien Mauritsstad (seit 1710 Recife) gegründet. In Den Haag ließ Johann Moritz nach seiner Heimkehr von dem berühmten Architekten Jacob van Campen eine prächtige Villa bauen, het Mauritshuis, derzeit eines der bedeutendsten Museen in den Niederlanden. Nachdem Johann Moritz von Friedrich Wilhelm nach Kleve geholt worden war, veranlasste er den barocken Umbau der Schwanenburg. Als Residenz des Statthalters wurde der Prinzenhof errichtet, an den heute nur noch ein Straßenname erinnert. Die von ihm initiierten Parkanlagen und barocken Gärten rund um die Stadt gewannen erheblichen Einfluss auf die europäische Gartengestaltung des 17. Jahrhunderts. Die damals bekannte Stadt und die Gärten besuchten viele Reisende: John Locke war 1665/66 zeitweise als Sekretär des englischen Gesandten hier, erstaunt über den konfessionellen Frieden. Voltaire kam 1740 und 1750 als Gast des Königs.
An die Zeit unter brandenburgischer Herrschaft erinnert heute eine Reiterstatue des Großen Kurfürsten Friedrich Wilhelm vor dem Marstall auf dem Platz vor der Schwanenburg.

### Vom 18. Jahrhundert bis 1933

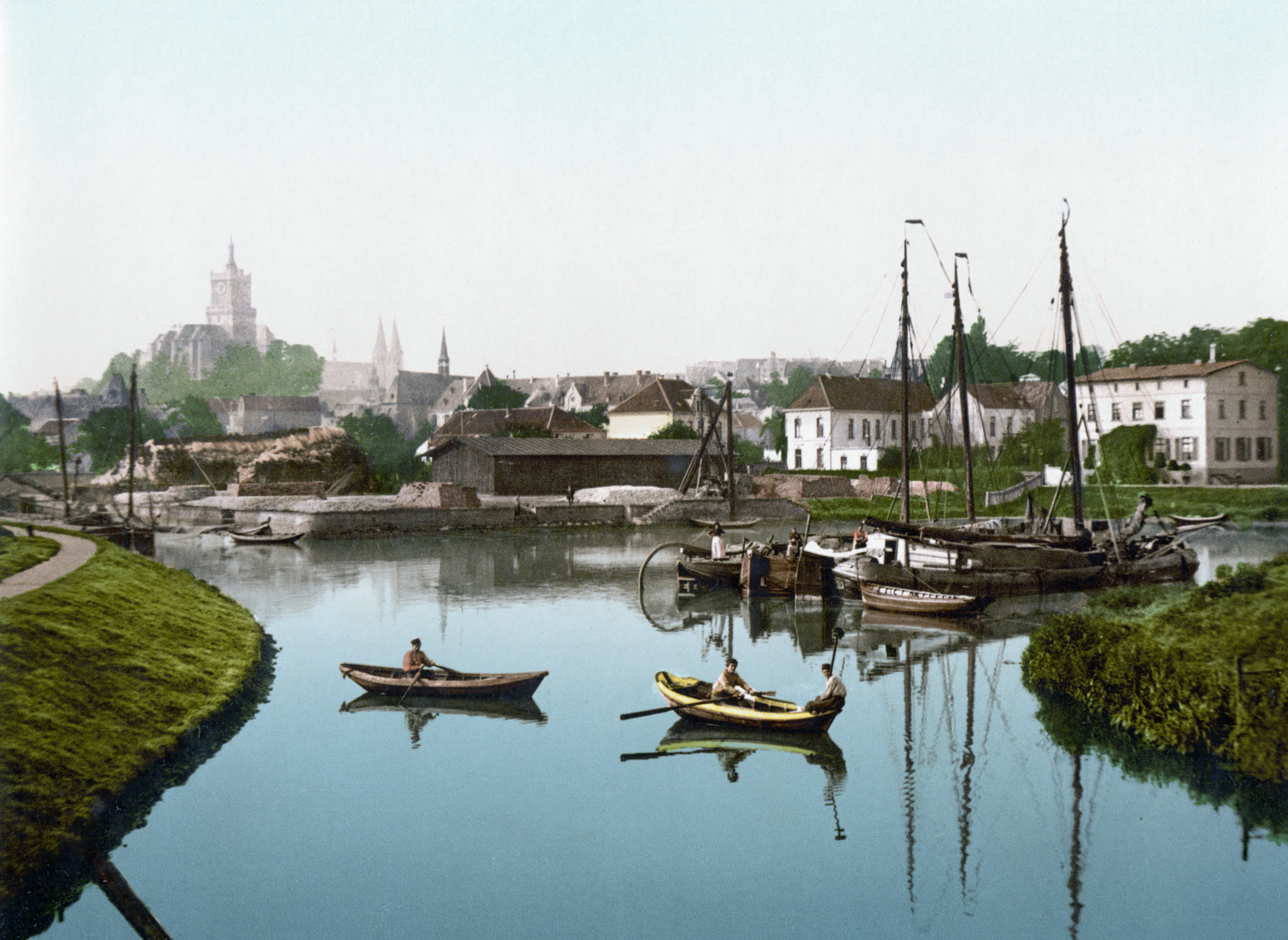
Cleve um 1895

1741 wurde die Mineralquelle am Springenberg entdeckt, wodurch die Stadt zu Bad Cleve wurde. Die Kuranlagen wurden Mitte des 19. Jahrhunderts, der Blütezeit der Klever Kur, erheblich ausgebaut. Das ehemalige Kurhaus ist heute umgebaut zum Museum Kurhaus Kleve. 1914 versiegte die Mineralquelle und der Erste Weltkrieg brachte den Kurbetrieb vollends zum Erliegen; bis dahin durfte sich Kleve als Bad bezeichnen.
Im Siebenjährigen Krieg wurde Kleve 1756 von französischen Truppen besetzt und von Österreich verwaltet. Julius Ernst von Buggenhagen, Präsident der preußischen Kriegs- und Domänenkammer, legte 1782 den Forstgarten an, ihm folgte 1793 der Freiherr vom Stein. Dann eroberten 1794 französische Revolutionstruppen die Stadt. Von 1798 bis 1814 war sie Verwaltungssitz des Arrondissement de Clèves im Département de la Roer der Französischen Republik bzw. des Kaiserreichs Frankreich. Während dieser Zeit bildete Kleve eine Mairie nach französischem Vorbild und gehörte zum Kanton Kleve.
Durch den Wiener Kongress fiel die Stadt 1815 wieder an Preußen, das den Regierungsbezirk Kleve als einen von 28 Regierungsbezirken in Preußen aufgrund der „Preußischen Verordnung wegen verbesserter Einrichtung der Provinzialbehörden“ vom 30. April 1815 neugründete. Am 22. April 1816 nahm die Verwaltung ihre Tätigkeit auf. Schon nach knapp sechs Jahren wurde der Klever Bezirk zum 22. Juni 1822 aufgelöst und mit dem Regierungsbezirk Düsseldorf vereinigt. Das Oberlandesgericht wurde 1820 nach Hamm verlegt. Damit gingen viele protestantische Beamte und Richter samt ihren Einkünften der Stadt verloren.
Am 23. April 1816 wurde der Kreis Kleve als einer von 29 Landkreisen der Provinz Jülich-Kleve-Berg, der späteren Rheinprovinz, gebildet. Aus der Mairie Kleve der Franzosenzeit wurde nun die preußische Bürgermeisterei Kleve. Ein königliches humanistisches Gymnasium wurde 1817 neu gegründet.

Margarinewerbung 1911

Im kulturellen und sprachlichen Bereich hatte die Rückkehr der preußischen Behörde weitreichende Folgen. Die relative Toleranz in Sprachfragen, die Preußen noch im 18. Jh. in seinen niederrheinischen Provinzen gegenüber der Verwendung des Niederländischen hatte walten lassen, wich im 19. Jh. einer rigiden, aktiven Sprachpolitik, deren Ziel die vollständige Verdrängung des Niederländischen und die Etablierung des Deutschen als alleiniger Standard- und Schriftsprache war. So wurde 1827 in Kleve der Gebrauch der niederländischen Sprache in Elementarschule und Kirche verboten. Mit dem Verlust der letzten öffentlichen Domänen verschwand das Niederländische auch weitestgehend aus der privaten Schriftlichkeit (Anschreibebücher, Tagebücher, Briefe). Dennoch wurde im Klevischen bis in die letzten Jahrzehnte des 19. Jahrhunderts hinein in den Kirchen Niederländisch gesprochen und gelehrt, sodass es um 1900 noch 80.361 niederländischsprachige Einwohner des deutschen Kaiserreiches gab.
Im preußischen Kulturkampf nach 1871 gab es zahlreiche Konflikte wegen der Maigesetze. So wurden mehrere Bürgermeister nicht anerkannt, Gemeindepriester verurteilt.
Die industrielle Entwicklung Kleves war durch die Schuhproduktion (u. a. Gustav Hoffmann, Elefanten-Schuhe) und die neue Margarine (Ersatz für die fehlende Butter: Van den Bergh) geprägt. Besonders im Ersten Weltkrieg wuchsen die Fabriken.
Nach der Niederlage wurde Kleve 1918 bis 1926 von belgischen Truppen besetzt. Bei der Novemberrevolution 1918 behielt die antirevolutionäre Zentrumspartei die Oberhand. An die Besatzungszeit und Ermordung eines Klever Bauern erinnerte ab 1928 ein vom späteren NS-Künstler Arno Breker geschaffenes Denkmal. Wegen der bis 1936 bestehenden Entmilitarisierung des Rheinlands konnte das Kasernengebäude (Baujahr 1905) an der Brabanter Straße ab 1930 als Berufsschule (bis 1980) genutzt werden.

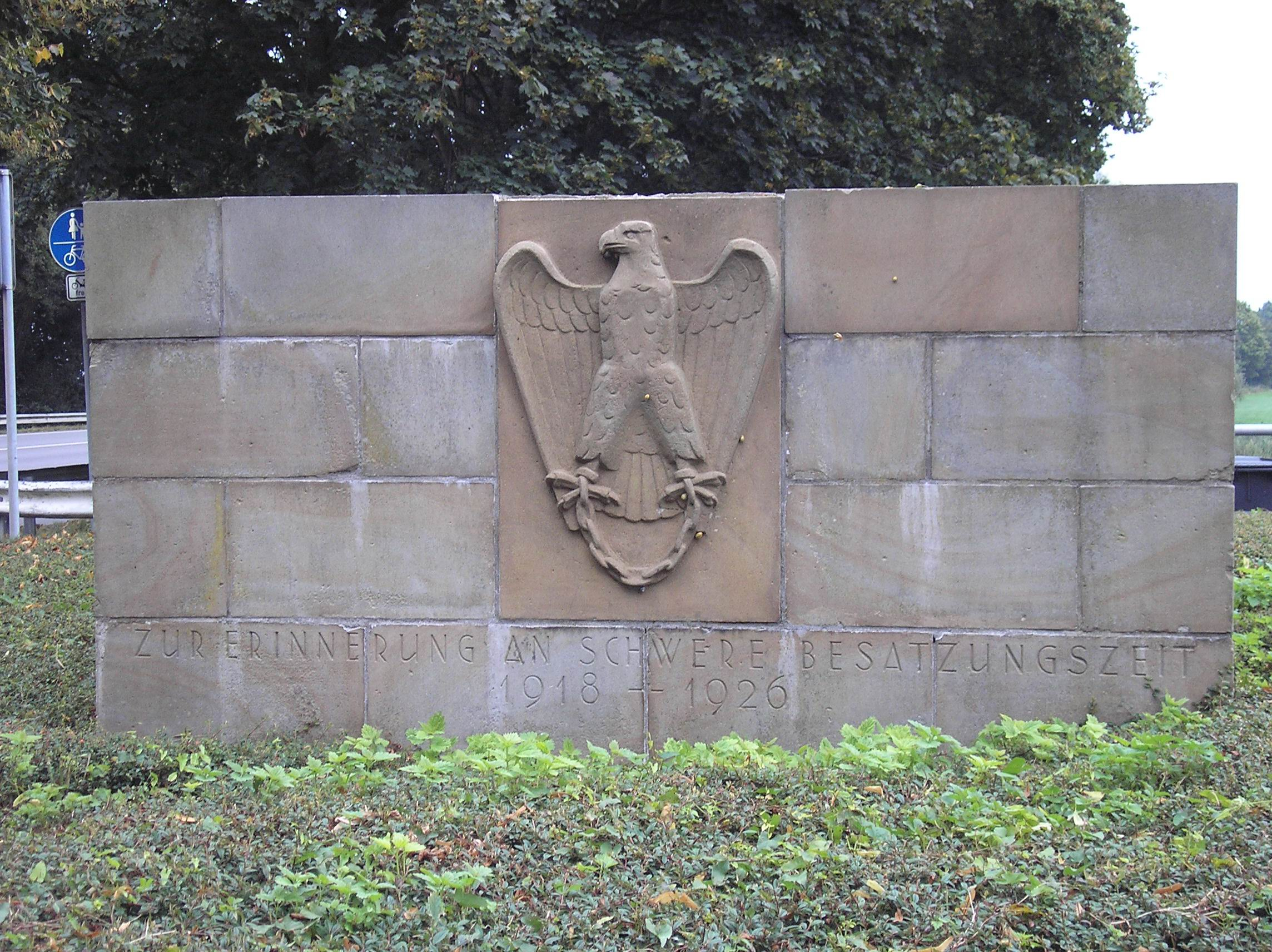
Arno Brekers Denkmal zur belgischen Besatzungszeit, 1928

### NS-Zeit und Zweiter Weltkrieg
Kleve gehörte zum NS-Gau Essen, kommissarischer Bürgermeister wurde 1933 der Spediteur und langjährige Nationalsozialist (Parteieintritt 1925, Stadtverordneter 1929) Alwin Görlich. Ihm folgte noch im Dezember 1933 bis 1936 SS-Obersturmführer Karl Puff (NSDAP), 1936 bis 1942 der Bankier Kurt Ebel. Kreisleiter und Landrat bis 1945 wurde Friedrich Neven. Die Bücherverbrennung 1933 fand am 19. Mai 1933 auf dem Schulhof des Klever Freiherr-vom-Stein-Gymnasiums statt, das Joseph Beuys besuchte. Nach eigener Aussage hat Beuys dabei das Buch Systema Naturae von Carl von Linné „aus diesem großen brennenden Haufen […] beiseite geschafft“ und gerettet.

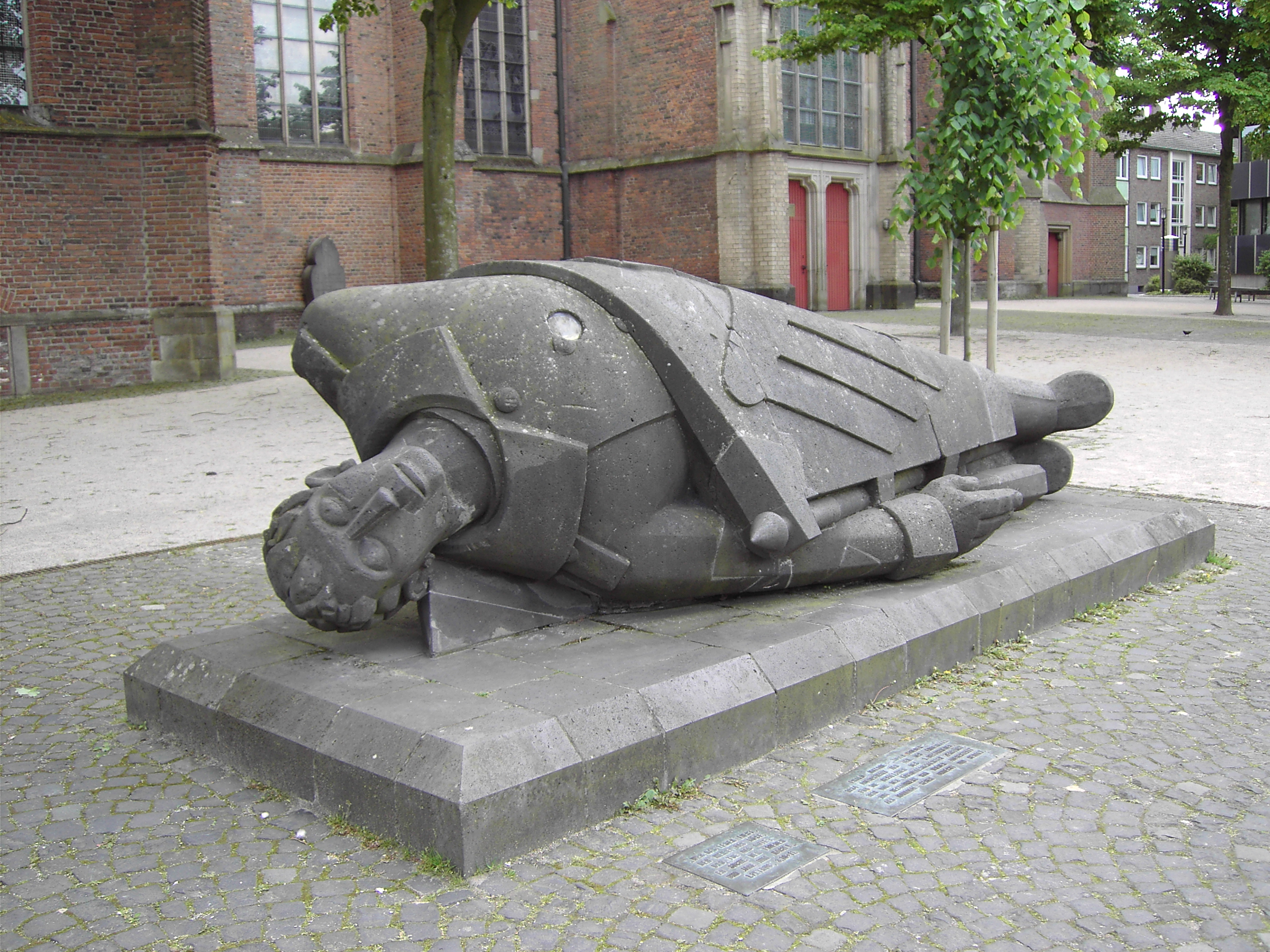
Ewald Mataré, Ehrenmal Toter Krieger (1934), 1938 entfernt

Ewald Matarés „Toter Krieger“, noch 1934 als Mittelpunkt des Klever Ehrenmals für die Gefallenen des Weltkrieges geschaffen, wurde 1938 von den Nationalsozialisten abgebrochen und auf einem städtischen Lagerplatz vergraben. Erst 1977 wurde das Denkmal wiederentdeckt und befindet sich heute vor der Stiftskirche St. Mariä Himmelfahrt.
Zu den bekanntesten Widerständlern gehörten noch als Gymnasiast der spätere Priester Karl Leisner und sein Mentor Walter Vinnenberg. Der Kommunist Willi Wellmann erhielt 1933 eine Haftstrafe für einen „Heil Moskau“-Ruf. Andere Aktionen betrafen Hilfe für Juden oder religiösen Unterricht. Der SPD-Stadtrat und Hotelier Gustav Meyer kam im KZ Theresienstadt um.
Siehe auch: Liste der Stolpersteine in Kleve
Während der Novemberpogrome am 9. und 10. November 1938 wurde in Kleve die Synagoge niedergebrannt. Am Standort der ehemaligen Synagoge erinnert heute ein genau ihrem Grundriss entsprechendes Denkmal an die ehemalige jüdische Gemeinde Kleves. Von der 1933 ungefähr 200 Mitglieder zählenden jüdischen Gemeinde wurden 50 Menschen während der Zeit des Nationalsozialismus ermordet. Am Spoykanal stand das Judenhaus für die zu deportierenden jüdischen Einwohner.
Durch die Provinzial-Heil- und Pflegeanstalt Bedburg-Hau bei Kleve waren viele Patienten durch Zwangssterilisation und die Euthanasieaktion T4 betroffen. Über 1.700 Behinderte wurden von dort allein im März 1940 in zentrale Tötungsanstalten verbracht. Die gehäuften Todesmeldungen danach ließen keinen Zweifel, was mit ihnen geschehen war. Die freien Plätze wurden in ein Marinelazarett umgewandelt.

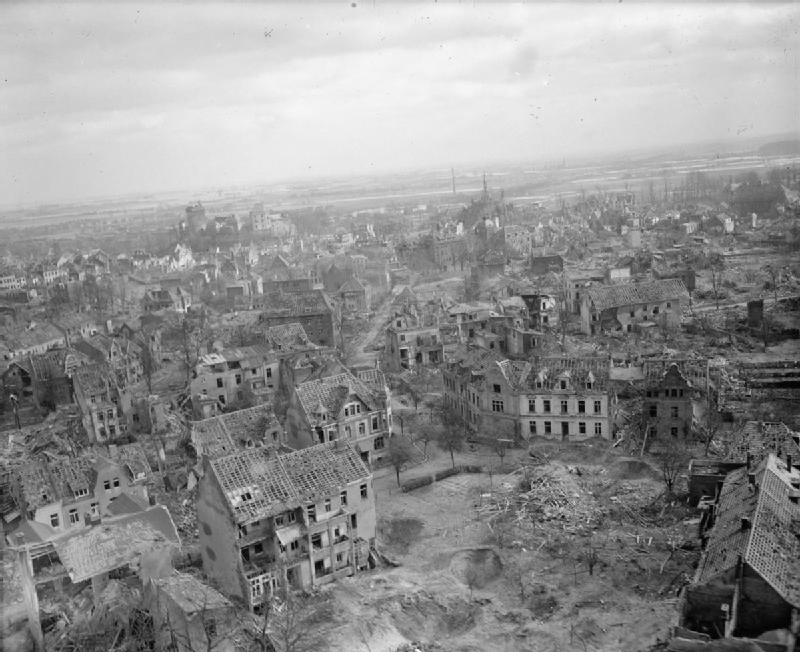
Britische Luftaufnahme der Zerstörungen in Kleve (1945)

Nach Kriegsbeginn 1939 begann zum Westwall der Bau der sog. Geldernstellung von Kleve bis Brüggen.
Aufgrund einer geringen militärischen Bedeutung war Kleve kein vorrangiges Ziel von Bombardierungen.
Seit Kriegsanfang hatten einige Einzel- oder Reihenwürfe die Stadt und ihre Außenbezirke getroffen; am 7. Oktober 1944 und am 7. Februar 1945 war Kleve aber das Ziel eines geplanten Städteangriffs zusammen mit der Nachbarstadt Emmerich.
Am 7. Oktober 1944 um 13:40 Uhr warfen 335 viermotorige britische Bomber (89 Lancaster und 246 Halifax) 1728 Tonnen Sprengbomben und 4,5 Tonnen Brandbomben auf Kleve und töteten dort 463 Menschen. Sie zerstörten primär das Zentrum (begrenzt durch Lindenallee, Römerstraße, Gruftstraße, Tiergartenstraße und Kermisdahl).
Der nächtliche Angriff am 7. Februar 1945 (285 Bomber warfen 1384 t Spreng- und 12,3 t Brandbomben) verwüstete die bis dahin im Wesentlichen verschont gebliebene Oberstadt (begrenzt durch Lindenallee, Nassauerallee, Königsallee und Bresserbergstraße). Die englischen Luftaufnahmen, die kurz nach diesem Angriff erstellt wurden, zeigen eine Kraterlandschaft. Die Altstadt mitsamt der Schwanenburg und ihren Kirchen war fast vollständig zerstört. Diese zwei Angriffe genügten, um die 700-jährige Stadt bis zu 80 Prozent zu zerstören und etwa 800 bis 1000 Menschen zu töten. Infolge der beiden schweren Bombardierungen wurde Kleve stärker zerstört als jede andere deutsche Stadt vergleichbarer Größe. Tiefhängende Wolken und starker Regen verhinderten noch schlimmere Schäden.

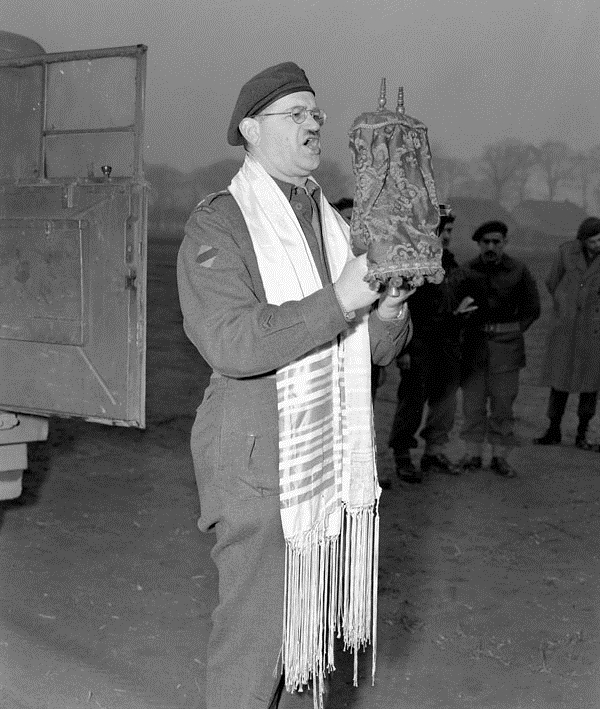
Betender kanadischer Feldrabbiner bei Kleve am 18. März 1945, im Zuge der Befreiung vom Nationalsozialismus

Am selben Tag begann mit der Schlacht im Reichswald im nahegelegenen Klever Reichswald die Eroberung des Niederrheins durch die Alliierten. Bei heftigen Bodenkämpfen starben über 10.000 alliierte und deutsche Soldaten. Die westalliierten Soldaten kamen aus Nijmegen und wollten über Kleve, Goch und Geldern über die heutigen Bundesstraßen 9 und 58 zur Stadt Wesel vorrücken, um dort einen Brückenkopf über den Rhein zu schlagen.
Auf dem deutschen Soldatenfriedhof in Donsbrüggen und dem Britischen Ehrenfriedhof im Reichswald sind die meisten Toten dieser Kämpfe bestattet.

### Nach 1945
Peter Albers (CDU) wurde 1946 der erste Landrat nach dem Krieg, Richard van de Loo (CDU) der prägende Bürgermeister von 1955 bis 1984.
1948 bis 1950 wurden Teile des Reichswaldes gerodet, um Platz für neue Siedlungen für Heimatvertriebene zu gewinnen. Daraus entstanden der Klever Ortsteil Reichswalde sowie der Gocher Ortsteil Nierswalde.
Die Stadt Kleve entstand in der heutigen Form am 1. Juli 1969 beim ersten kommunalen Neugliederungsprogramm in Nordrhein-Westfalen. Die Gemeinde Materborn und die Gemeinden Donsbrüggen, Keeken, Rindern und Wardhausen des Amtes Rindern sowie die Gemeinden Brienen, Griethausen, Kellen (gegen starken Protest), Salmorth und Warbeyen des Amtes Griethausen und die Gemeinde Reichswalde des Amtes Till wurden gemäß Gesetz zur Neugliederung des Landkreises Kleve mit der Stadt Kleve zusammengeschlossen.
Am 1. Januar 1975 wurde auf der Grundlage des Niederrhein-Gesetzes im Zuge des zweiten Neugliederungsprogramms in Nordrhein-Westfalen der Altkreis Kleve mit dem ehemaligen Kreis Geldern und Teilgebieten der Kreise Moers und Rees zum neuen niederrheinischen Großkreis Kleve zusammengefügt.
Die industrielle Entwicklung war seit den 1970er Jahren durch die Abwanderung der Schuhindustrie und der Lebensmittelproduktion schwierig, doch siedelten sich viele kleinere Unternehmen an. Seit 2009 ist Kleve ein Hochschulstandort, viele Studierende gehen auch nach Nimwegen in die nahe Radboud-Universität. Die Zusammenarbeit mit den Niederlanden in der Euregio Rhein-Waal wurde ein wichtiger Faktor, viele Niederländer leben aus Kostengründen in Kranenburg/Kleve.

## Einwohnerentwicklung

### 1910 bis 1974
| Stichtag         | Einwohner |
| ---------------- | --------- |
| 1. Dezember 1910 | 18.135    |
| 17. April 1939   | 21.784    |
| 15. Mai 1945     | 6.149     |
| 19. Juli 1945    | 13.280    |
| 1. April 1946    | 23.327    |
| 1. April 1947    | 25.077    |
| 1. April 1948    | 25.962    |
| 1. April 1949    | 27.401    |
| 1. April 1950    | 28.740    |
| 1. April 1951    | 30.138    |

| Stichtag          | Einwohner |
| ----------------- | --------- |
| 1952              | 30.424    |
| 1. April 1953 *   | 18.642    |
| 1. April 1954     | 19.357    |
| 1. April 1955     | 19.676    |
| 1. April 1956     | 19.939    |
| 1. April 1957     | 20.191    |
| 1. April 1958     | 20.561    |
| 1. April 1959     | 20.811    |
| 31. Dezember 1960 | 21.129    |
| 31. Dezember 1961 | 21.845    |

| Stichtag            | Einwohner |
| ------------------- | --------- |
| 31. Dezember 1962   | 21.967    |
| 31. Dezember 1963   | 22.503    |
| 31. Dezember 1964   | 22.601    |
| 31. Dezember 1965   | 22.675    |
| 31. Dezember 1966   | 22.838    |
| 31. Dezember 1967   | 22.893    |
| 31. Dezember 1968   | 22.805    |
| 31. Dezember 1969 * | 45.283    |
| 31. Dezember 1970   | 45.675    |
| 31. Dezember 1971   | 45.104    |

| Stichtag          | Einwohner |
| ----------------- | --------- |
| 31. Dezember 1972 | 45.665    |
| 31. Dezember 1973 | 45.682    |
| 31. Dezember 1974 | 45.726    |

### Seit 1975
Seit 1975 liegen jährliche Einwohnerzahlen des LDS vor (jeweils 31. Dezember):
| Jahr | Einwohner |
| ---- | --------- |
| 1975 | 44.041    |
| 1976 | 43.894    |
| 1977 | 43.993    |
| 1978 | 43.930    |
| 1979 | 44.047    |
| 1980 | 44.022    |
| 1981 | 44.125    |
| 1982 | 43.954    |
| 1983 | 44.059    |
| 1984 | 44.224    |

| Jahr | Einwohner |
| ---- | --------- |
| 1985 | 44.548    |
| 1986 | 44.724    |
| 1987 | 44.233    |
| 1988 | 44.416    |
| 1989 | 45.235    |
| 1990 | 45.963    |
| 1991 | 46.450    |
| 1992 | 47.160    |
| 1993 | 47.869    |
| 1994 | 48.136    |

| Jahr | Einwohner |
| ---- | --------- |
| 1995 | 48.344    |
| 1996 | 48.672    |
| 1997 | 48.660    |
| 1998 | 48.543    |
| 1999 | 48.647    |
| 2000 | 48.662    |
| 2001 | 49.031    |
| 2002 | 49.160    |
| 2003 | 49.105    |
| 2004 | 49.249    |

| Jahr | Einwohner |
| ---- | --------- |
| 2005 | 49.099    |
| 2006 | 49.124    |
| 2007 | 49.254    |
| 2008 | 49.312    |
| 2009 | 49.392    |
| 2010 | 49.477    |
| 2011 | 47.622    |
| 2012 | 47.826    |
| 2013 | 48.172    |
| 2014 | 48.802    |

| Jahr | Einwohner |
| ---- | --------- |
| 2015 | 49.729    |
| 2016 | 51.047    |
| 2017 | 51.320    |
| 2018 | 51.845    |
| 2019 | 52.388    |
| 2020 | 52.359    |
| 2022 | 53.388    |

### Grafik 1910 bis 2016

Einwohnerentwicklung von Kleve von 1910 bis 2016

## Religion

### Konfessionsstatistik
Kleve ist eine mehrheitlich katholisch geprägte Stadt. Den Ergebnissen des Zensus 2011 zufolge waren am 9. Mai 2011 64,3 % der Einwohner römisch-katholisch und 16,6 % evangelisch. 1,2 % der Einwohner waren christlich-orthodox und 2,1 % gehörten anderen Religionsgemeinschaften an. Nur 15,1 % gehörten keiner öffentlich-rechtlichen Religionsgemeinschaft an; dieser Wert war sowohl für bundesdeutsche als auch für nordrhein-westfälische Verhältnisse unterdurchschnittlich. Der Anteil der katholischen Kirchenmitglieder an der Gesamtbevölkerung ist seitdem jährlich um 1 % gesunken. Gemäß dem Zensus 2022 waren 51,8 % der Einwohner katholisch, 12,4 % evangelisch und 35,8 % waren konfessionslos, gehörten einer anderen Glaubensgemeinschaft an oder machten keine Angaben.
Seit 2008 verfügt Kleve auch über einen islamischen Kulturverein (VIK Kleve e. V.), der den Muslimen in und um Kleve Gebets- und Vereinsräumlichkeiten bietet.

### Christentum
Traditionell herrschte in weiten Teilen des Niederrheins der Katholizismus vor. Kleve gehört durch eine Neuordnung nach dem Wiener Kongress seit 1821 zum westfälischen Bistum Münster, obwohl die ursprüngliche Missionierung im 8. Jahrhundert vor allem durch Willibrord vom Bistum Utrecht ausging und später das Erzbistum Köln den Niederrhein bis zur Rheingrenze verwaltete. Unter den Klever Herzögen herrschte eine hohe Toleranz gegenüber den Protestanten in Wesel und Duisburg, was auch am Calvinismus lag, der aus den Niederlanden in die höheren Stände vordrang. Die vom Herzog angeregte Universität in Duisburg bzw. das Akademische Gymnasium bekannte sich wie Gerhard Mercator bereits im 16. Jahrhundert zum interkonfessionellen Dialog. Um die Zustimmung der klevischen Stände zur Regierungsübernahme zu erlangen, trat der erbberechtigte Johann Sigismund mit den brandenburgischen Hohenzollern 1613 zur reformierten Konfession über, obwohl die meisten Brandenburger Untertanen lutherisch waren. Im Dreißigjährigen Krieg bzw. Niederländisch-Spanischen Krieg zog der Kampf um die Festung Schenkenschanz lange Zeit blutige Konflikte zwischen spanischen Katholiken und niederländischen Protestanten in die Region. Die Protestanten gehören zur Evangelischen Kirche im Rheinland.

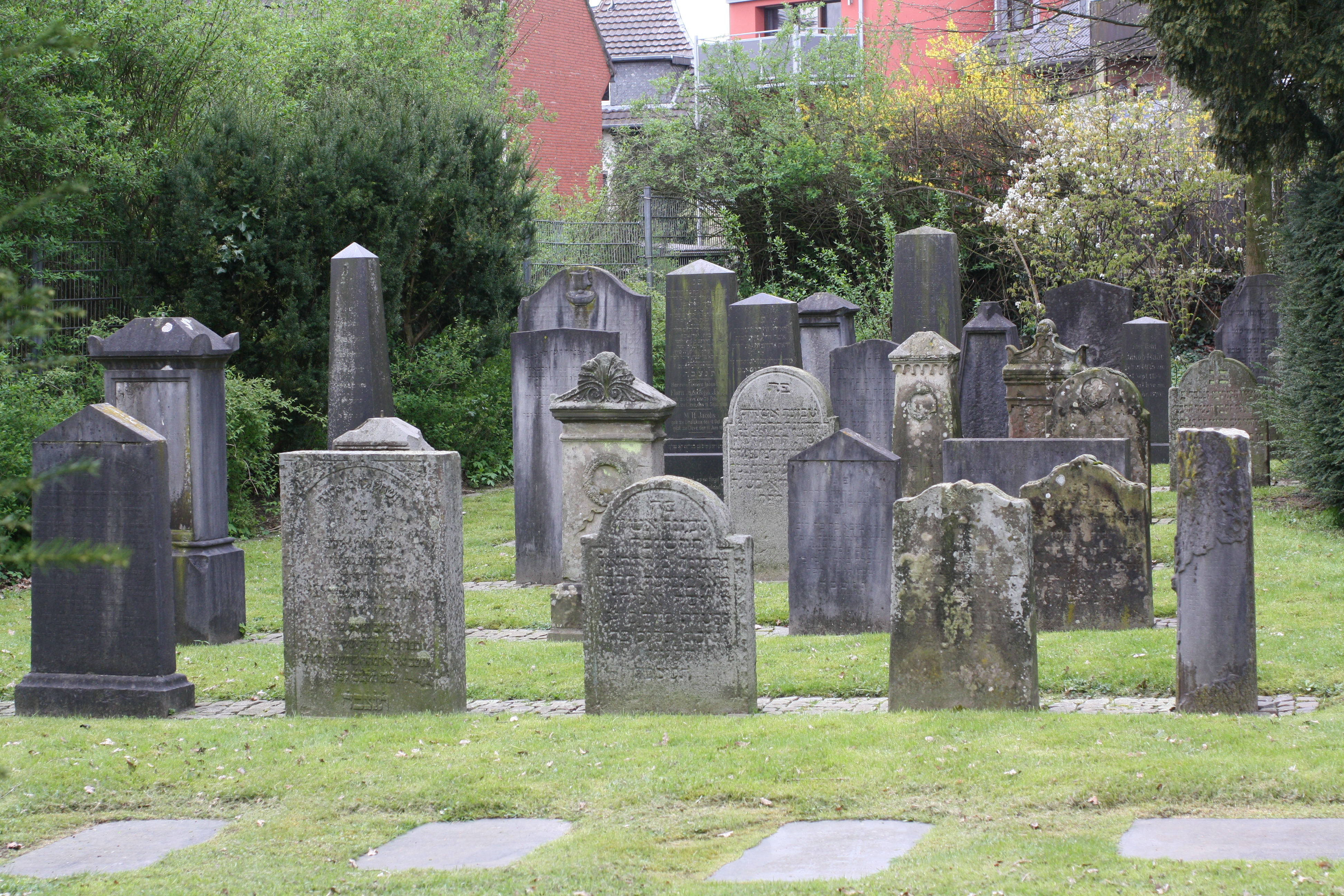
Jüdischer Friedhof in Kleve

### Judentum
Seit dem 17. Jahrhundert bestand eine jüdische Gemeinde in Kleve, die eng mit Emmerich am Rhein zusammenhing. 1671 stiftete Elias Gompertz, der Hofjude des Großen Kurfürsten, den ersten eigenständigen Synagogenbau in Kleve, der nördlich der Schwanenburg stand. Die Klever Synagoge stand unterhalb der Schwanenburg auf einem Gelände, das die jüdische Gemeinde im Mai 1817 erwerben konnte. Am 24. August 1821 wurde das Gotteshaus eingeweiht. Neben der Synagoge errichtete man zugleich ein Schulhaus. Es handelte sich um einen schlichten, eingeschossigen Ziegelbau in klassizistischen Formen. Sie hatte eine kostbare Innenausstattung und war im Stil des niederländischen Klassizismus gebaut worden. Die Synagoge Kleves wurde bei den Novemberpogromen des 9. und 10. November 1938 niedergebrannt.
Nach dem Ende des Zweiten Weltkrieges lag der Platz der ehemaligen Synagoge brach und wurde dann als asphaltierter Parkplatz genutzt. Im Jahr 2000 gab die Initiative von überlebenden Juden und Bürgern den Anstoß zur Errichtung einer Gedenkstätte. Am ehemaligen Standort der Synagoge besteht heute ein Denkmal, der Synagogenplatz, das deren Grundriss abbildet. An die Namen von 50 ermordeten jüdischen ehemaligen Mitbürgern Kleves wird hier mit Namen, Todestag und Sterbeort auf kleinen Schildern erinnert.

## Politik

### Stadtrat
Kleve mit seiner hauptsächlich katholischen Bevölkerung wurde von der Mitte des 19. Jahrhunderts bis 1933 von der katholischen Zentrumspartei regiert. Nach 1945 konnte die CDU bis 2004 mit absoluten Mehrheiten im Klever Rat regieren, auch mit der Unterstützung neu angesiedelter, meist evangelischer Vertriebener.
Neben den bundesweit vertretenen Parteien ist in der Klever Kommunalpolitik u. a. eine lokale Wählervereinigung aktiv: Offene Klever (OK).
Die Ergebnisse der Kommunalwahlen seit 2014 zeigt die Tabelle:

| Partei/Liste       | 2020        | 2020    | 2014        | 2014    |
| Partei/Liste       | Stimmanteil | Sitze   | Stimmanteil | Sitze   |
| ------------------ | ----------- | ------- | ----------- | ------- |
| CDU                | 38,56 %0    | 21      | 39,52 %     | 17      |
| SPD                | 19,01 %0    | 10      | 28,96 %     | 13      |
| Grüne              | 22,47 %0    | 12      | 13,10 %     | 6       |
| FDP                | 6,48 %      | 4       | 07,42 %     | 3       |
| Offene Klever (OK) | 6,88 %      | 4       | 11,00 %     | 5       |
| AfD                | 4,42 %      | 2       |             |         |
| FWGFK 1            | 2,18 %      | 1       |             |         |
| Wahlbeteiligung:   | 42,72 %     | 42,72 % | 42,32 %     | 42,32 % |

### Bürgermeister
Seit der Bürgermeisterstichwahl am 27. September 2020 ist Wolfgang Gebing (CDU) neuer Bürgermeister der Stadt Kleve. Mit 7328 Stimmen setzte er sich gegen seine Gegenkandidatin und ehemalige Bürgermeisterin Sonja Northing (parteilos) mit 6561 Stimmen durch. Weitere Kandidaten bei der ersten Runde der Kommunalwahlen für das Amt des Bürgermeisters am 13. September 2020 waren neben Gebing und Northing noch Rolf Janßen (parteilos; unterstützt von den Grünen), Udo Weinrich (OK), Daniel Rütter (FDP) und Michael Kumbrink (parteilos).

### Wappen, Siegel, Banner, Flagge und Logo
Der Stadt Kleve wurde zuletzt 1955 ein Wappen, ein Siegel und eine Flagge verliehen. Zudem führt die Stadt ein Logo.

Wappen
Banner
Flagge

Wappen

Blasonierung: „In Rot ein silberner (weißer) Herzschild, begleitet von drei (2:1) goldenen (gelben) Kleeblättern.“ Das Wappen verbindet die „redenden“ Kleeblätter für Kleve mit dem alten landesherrlichen Zeichen der Grafen. Das Wappen basiert auf einem mittelalterlichen Siegel. Die heutige Tingierung ist seit 1614 bekannt.
Siegel

„Das Siegel der Stadt Kleve enthält das Stadtwappen mit darauf sitzendem Schwan.“
Banner und Flagge

„Die Flagge der Stadt Kleve zeigt die Farben rot und weiß. Sie kann das Stadtwappen enthalten.“ Die korrekte (genauere) Beschreibung lautet: „Rot-Weiß quergestreift im Verhältnis 1:1, in der Mitte kann das Wappen der Stadt enthalten sein. Sie wird auch als Banner geführt.“
Logo

Das derzeitige Logo der Stadt Kleve zeigt einen nach recht blickenden stilisierten Schwan aus Hals sowie drei wellenförmigen Linien als Flügel. Daneben steht in Majuskeln der Name der Stadt.

### Städtepartnerschaften
Kleve unterhält mit folgenden Städten Städtepartnerschaften:
- Ronse (Belgien), seit 1971
- Fitchburg (Vereinigte Staaten), seit 1985
- Worcester (Vereinigtes Königreich), seit 1987
- Dogbo (Benin), seit 2010
- Ameland (Niederlande), seit 2014

## Kultur und Sehenswürdigkeiten

### Theater
Kleve unterhielt seit 1925 lange Zeit ein Theater als Mitglied eines Trägervereins für die Reisebühne in Neuss. 1947 wurde das Theater am Niederrhein gegründet, das zunächst im Burgtheater, ab 1965 in der Stadthalle spielte (bis 1975). Die Spielstätte wurde 1981 mit dem Theater in Neuss als Rheinisches Landestheater vereinigt.
Das XOX-Theater wurde im Jahre 1997 als freies Amateurtheater gegründet und hat seinen Sitz in der ehemaligen XOX-Biskuit-Fabrik im Ortsteil Kellen. In den verwaisten Räumen der Keksproduktion im dritten Stock des Gebäudes entstanden auf einer Fläche von etwa 600 m² eine Bühne, ein Zuschauerraum mit 99 Sitzplätzen sowie ein Foyer.
Der Schwerpunkt der Programms liegt beim zeitgenössischen Theater. Neben den Eigenproduktionen finden sich Gastspiele sowie Vorträge, Lesungen und Konzerte im Programm.

### Museen
- B.C. Koekkoek-Haus: Das Gebäude ließ der niederländische Landschaftsmaler Barend Cornelis Koekkoek (1803–1862) 1847/1848 als Wohn- und Atelierhaus errichten. Heute beherbergt es als Museum eine Sammlung von Gemälden Koekkoeks und seines Umfelds.
- Geologisches Museum im Schwanenturm: Das Museum im höchsten Turm der Schwanenburg zeigt mineralogische und paläontologische Funde vom Niederrhein, in der unteren Etage befindet sich eine Fotogalerie.
- Museum Kurhaus Kleve: Das neben der Gartenanlage an der Tiergartenstraße gelegene Museum Kurhaus beherbergt eine Sammlung zeitgenössischer Kunst, darunter den Nachlass des Malers und Bildhauers Ewald Mataré, und veranstaltet regelmäßig Ausstellungen.
- Alte Mühle Donsbrüggen: In der 1824 fertiggestellten und 1957 stillgelegten Mühle im Klever Ortsteil Donsbrüggen befindet sich ein Mühlenmuseum.
- Klever Schuhmuseum[53]: In diesem Museum in einem ehemaligen Betriebsgebäude der Gustav – Hoffmann-Schuhfabrik finden Sie auf historischem Boden die Darstellung des Schuster-Handwerks, die Geschichte der ehemaligen Schuhfabriken in Kleve, die Ausstellung einer Schuh-Sammlung, alte Dokumente, alte Vorrichtungen und Maschinen und Werkzeuge zur Schuh-Herstellung sowie Erinnerungen aus vergangenen Jahren.
- Museum Forum Arenacum: In der ehemaligen Lehrerwohnung des Klever Ortsteils Rindern zeigt das Museum Forum Arenacum keltische, römische und fränkische Funde aus Rindern und Umgebung. Darüber hinaus können Besucher im Museum das im Original erhaltene Kinder- und Jugendzimmer des Künstlers Joseph Beuys besichtigen, der seine Jugend in Rindern verbrachte.

### Zoologischer Garten
Der Tiergarten Kleve ist der Zoo in Kleve. 1959 gegründet und ursprünglich auf Haustiere sowie einheimische Wildtiere spezialisiert, wandelt sich der Park derzeit zu einem modernen Natur- und Artenschutzzentrum. Neben bedrohten Nutztierrassen wie der Bulgarischen schraubenhörnigen Langhaarziege oder dem Bunten Bentheimer Schwein beherbergt der Tiergarten auch mehr und mehr vom Aussterben bedrohte Exoten. Hierzu zählen unter anderem Lisztaffen, Zwergotter, Kugelgürteltiere, Przewalskipferde, Zweifarbtamarine und Rote Pandas, mit denen er sich auch teils am Europäischen Erhaltungszuchtprogramm beteiligt. Besonders beliebt ist der 2023 eröffnete Playmore Fantasy-Abenteuerspielplatz, der der erste integrative Spielplatz in Kleve ist und als einer der schönsten Spielplätze am Niederrhein gilt. Die meisten Tiere dürfen mit im Park erhältlichem Futter durch die Besucher gefüttert werden, was für besonders intensive Tierbegegnungen sorgt und den Tiergarten Kleve mit jährlich rund 130.000 Besuchern zur meistbesuchten Freizeiteinrichtung der Stadt macht.

### Bauwerke

#### Kirchen

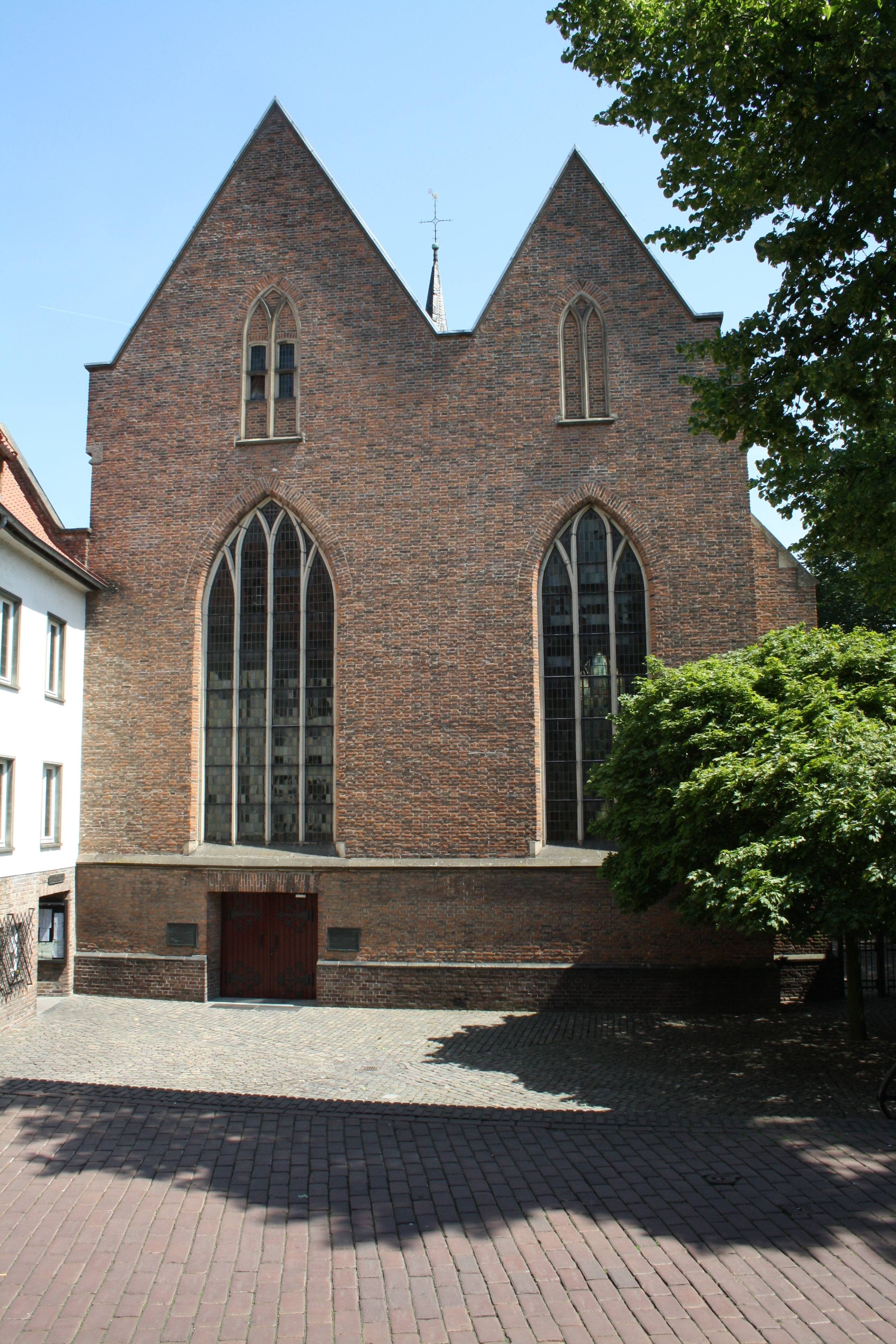
Unterstadtkirche St. Mariä Empfängnis

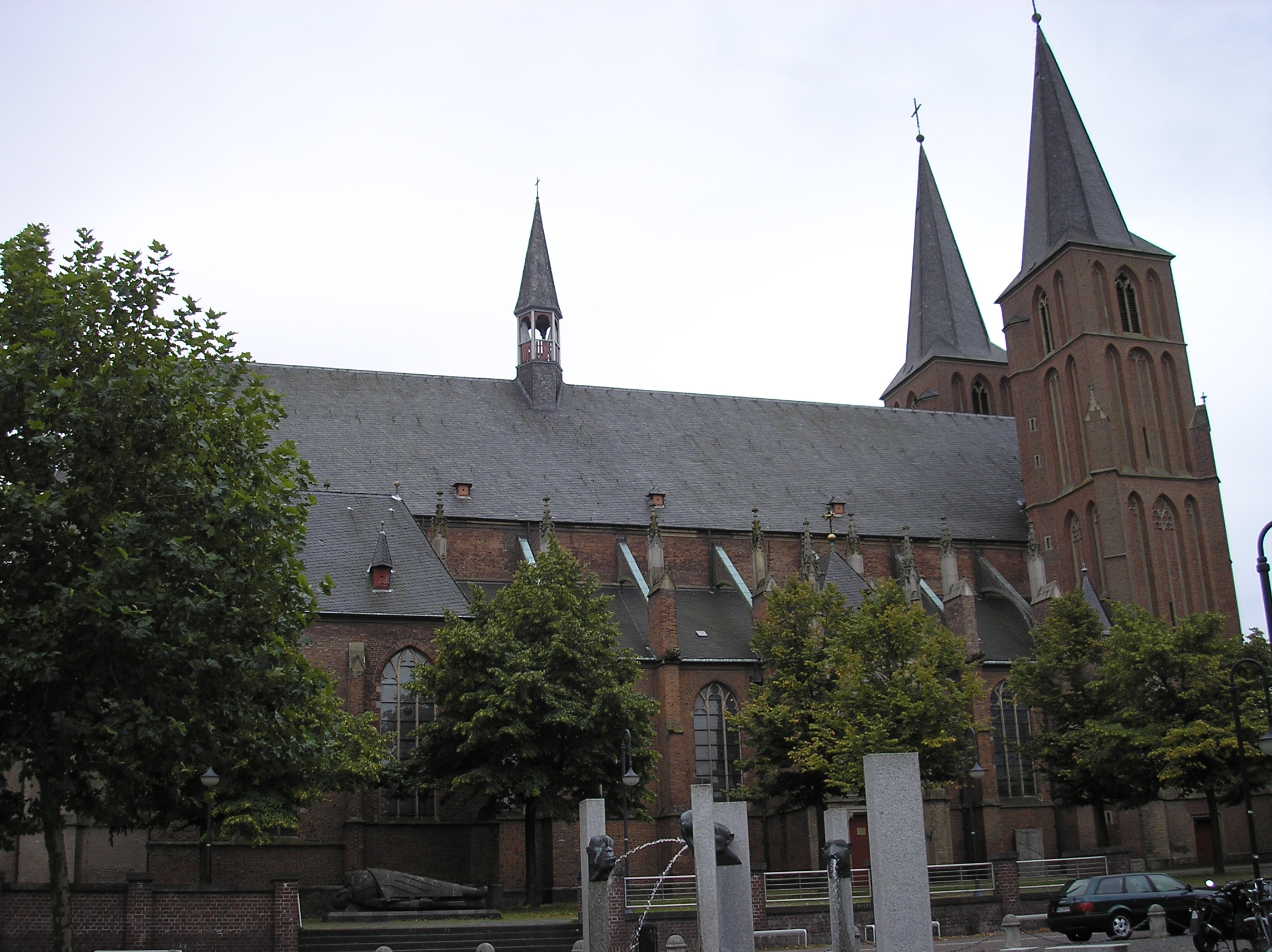
Stifts- und Propsteikirche St. Mariä Himmelfahrt

- Die Unterstadtkirche St. Mariä Empfängnis, ehemalige Klosterkirche der Minoriten, stammt aus dem 15. Jahrhundert und beinhaltet ein wertvolles, holzgeschnitztes Chorgestühl aus dem 15. und eine reich verzierte Kanzel aus dem 17. Jahrhundert.
- Sehenswert ist auch die Stiftskirche St. Mariä Himmelfahrt, ein Bau aus dem 14. und 15. Jahrhundert, die die Gräber der Klever Grafen beherbergt. Seit 1967 ist sie zugleich Propsteikirche. Mit ihren beiden Türmen prägt sie neben dem Schwanenturm das Klever Stadtbild.
- Kleine Evangelische Kirche Kleve
- Alte Kirche Kellen
- Die katholische Kirche Christus König an der Lindenallee wurde 1934 fertiggestellt und bei einem Bomberangriff im Oktober 1944 zerstört. Ein Neubau an der Lindenallee nach Plänen von Eberhard Michael Kleffner (1911–2000) wurde 1953 geweiht. Die Pfarrei St. Mariä Himmelfahrt beschloss, am 1. Februar 2025 letztmalig einen Gottesdienst in der Christus-König-Kirche zu feiern.[62]

#### Villen
Einstmals charakteristisch für die Stadt Kleve waren ihre zahlreichen Villen, von denen viele abgerissen oder zweckentfremdet wurden wie das alte Kurhaus, das u. a. als Möbellager diente.

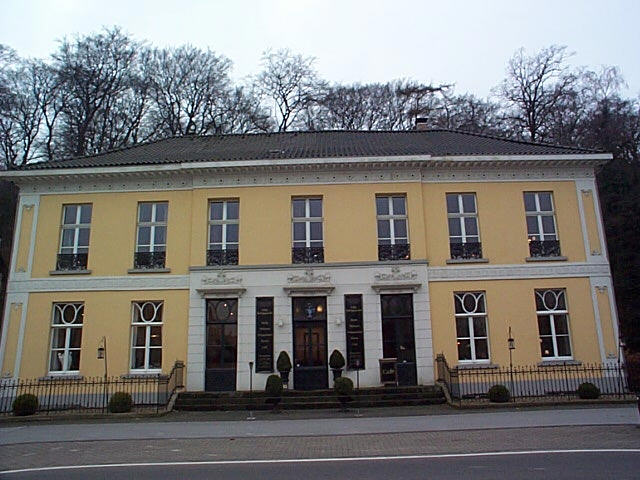
Villa Belriguardo in Kleve

- Ein besonders drastisches Beispiel ist die Villa Steiger auf der Gruftstraße, die 1907 vom kaiserlichen Hofphotographen Ewald Steiger erbaut und bis zum Zweiten Weltkrieg bewohnt wurde. Steiger machte aus seiner Villa ein Kunsthaus, das durch seine architektonische Besonderheit das Straßenbild positiv prägte. Nach Steigers Tod im Jahre 1966 wurde das bis dahin völlig intakte und auch im Krieg kaum beschädigte Gebäude versteigert und schließlich an einen Klever Architekten verkauft, der es herunterkommen und 1983 trotz heftiger Proteste, Demonstrationen und Hausbesetzungen seitens der Klever Bevölkerung abreißen ließ, um dort, in steiler Hanglage, Behindertenwohnungen zu erbauen. Der Rat der Stadt Kleve hatte 1981 einstimmig auf das Vorkaufsrecht verzichtet.
- Die Villa Belriguardo am Tiergartenwald wurde 1840 erbaut. Nachdem sich dort jahrelang eine Nachtbar und eine Zoohandlung befunden hatten, wurde sie 1999 von der Klever Designerin Inge Dähne gekauft, die sie vollständig restaurieren ließ. Die Wandmalereien wurden freigelegt, der Stuck an den Decken restauriert, die Holzböden in ihren Originalzustand versetzt und die Kamine an ihren ursprünglichen Standorten wieder aufgebaut. Die Villa kann besichtigt werden, da sie als Geschäftshaus, Café und kultureller Veranstaltungsort genutzt wird.
- Die Villa Flora am Tiergartenwald wurde um 1870 von einer niederländischen Familie erbaut. 1927 zog Heinrich Frings, ein Bruder des bekannten Kölner Kardinals, dort ein. Heute erinnert die Villa mit ihrem authentischen cremefarbenen Anstrich an italienische Vorbilder.

#### Weitere Bauwerke

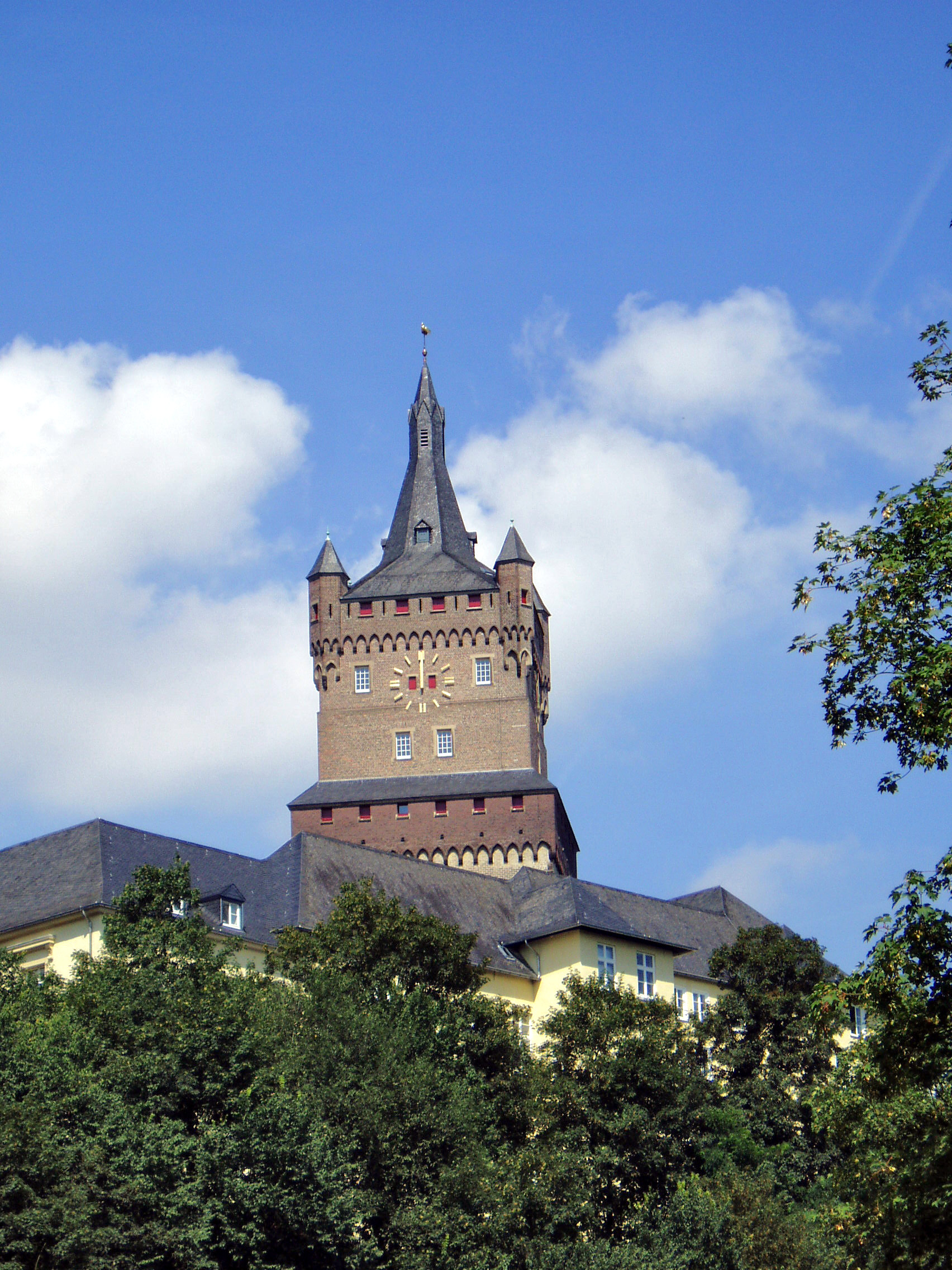
Die Schwanenburg überragt das Stadtbild

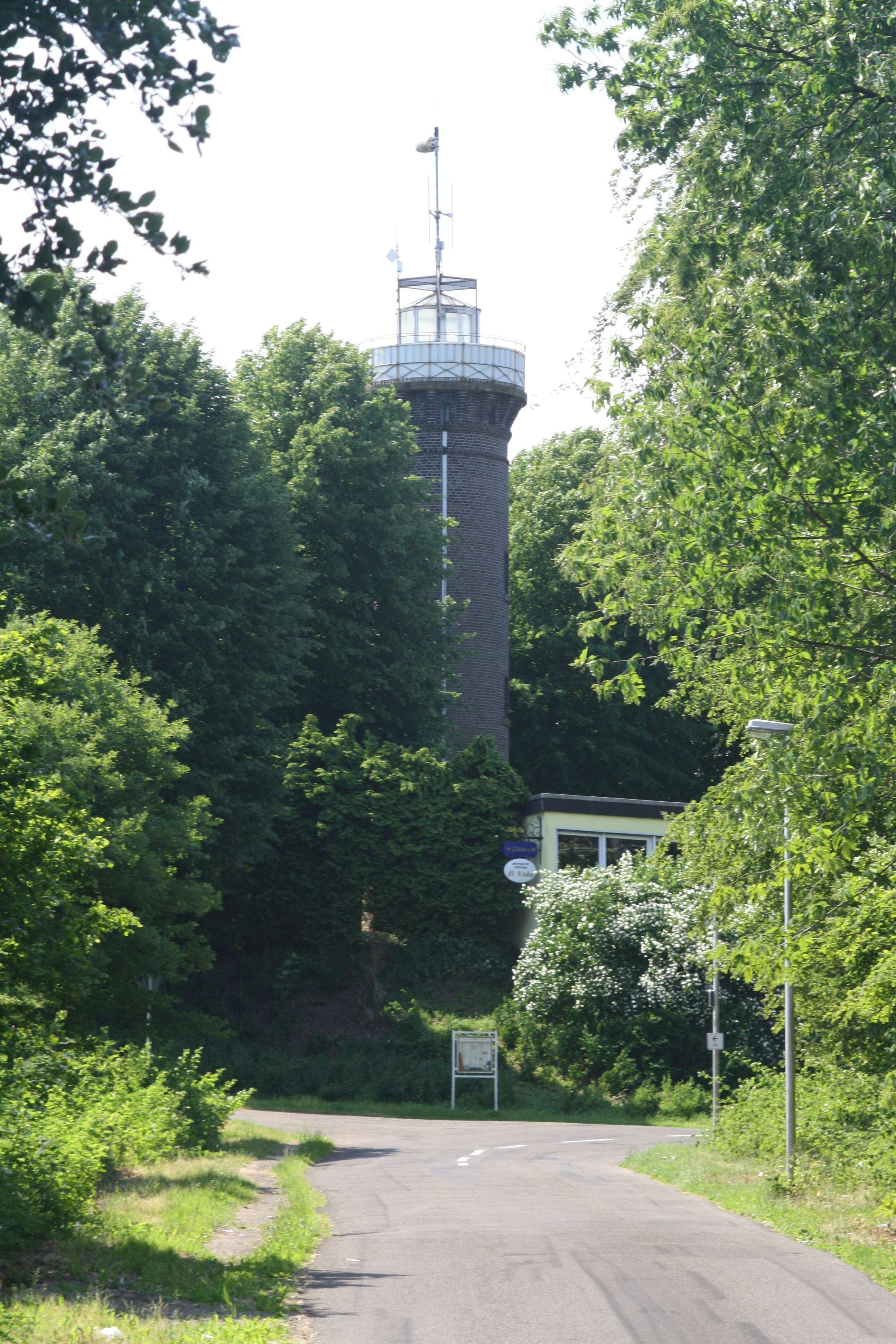
Aussichtsturm des Klever Bergs

- Die Stadt Kleve wird von der nach dem Zweiten Weltkrieg wiedererrichteten Schwanenburg überragt. In ihr befindet sich das Amts- und Landgericht Kleve. Im Innenhof ist der Schwanenbrunnen des Bildhauers Alfred Sabisch aufgestellt.
- Der Marstall (Koordinaten) gegenüber der Schwanenburg wurde 1467 erbaut und überstand als eines der wenigen mittelalterlichen Gebäude die Bombenangriffe relativ unversehrt.
- Auf dem 106,2 m hohen Klever Berg (Koordinaten), der höchsten Erhebung am unteren Niederrhein, steht seit 1892 ein 15 m hoher denkmalgeschützter Aussichtsturm.[63]
- Sendemast des WDR
- Marktplatz an der Linde, der seinen Namen einer historisch dokumentierten, eindrucksvollen Tanzlinde verdankt, der heutzutage nicht mehr die gebührende Aufmerksamkeit geschenkt wird. Abbildungen der 1708 erfrorenen historischen Linde zeigen übereinstimmend ein beeindruckendes Arrangement verschiedener Formen (Scheiben und Kugeln) zu einem kunstvollen Gesamtbild einer geleiteten Linde.[64]
- Kleiner Markt, Platz in Kleve
- Rheinbrücke: Die 1965 freigegebene Brücke zwischen Kleve und Emmerich ist mit einer Länge von 1228 m und 500 m Spannweite die längste Hängebrücke Deutschlands.

### Grünflächen und Naherholung
Der Forstgarten (Koordinaten) an der Tiergartenstraße mit ihren zahlreichen Villen aus Klassizismus und Gründerzeit wurde in der zweiten Hälfte des 18. Jahrhunderts mit 156 verschiedenen Baum- und Pflanzensorten angelegt und von Maximilian Friedrich Weyhe im Jahre 1822 im Stile englischer Parkanlagen gestaltet. Dort befinden sich das ehemalige Kurhaus und das Amphitheater (Koordinaten).

#### Die Gärten von Kleve

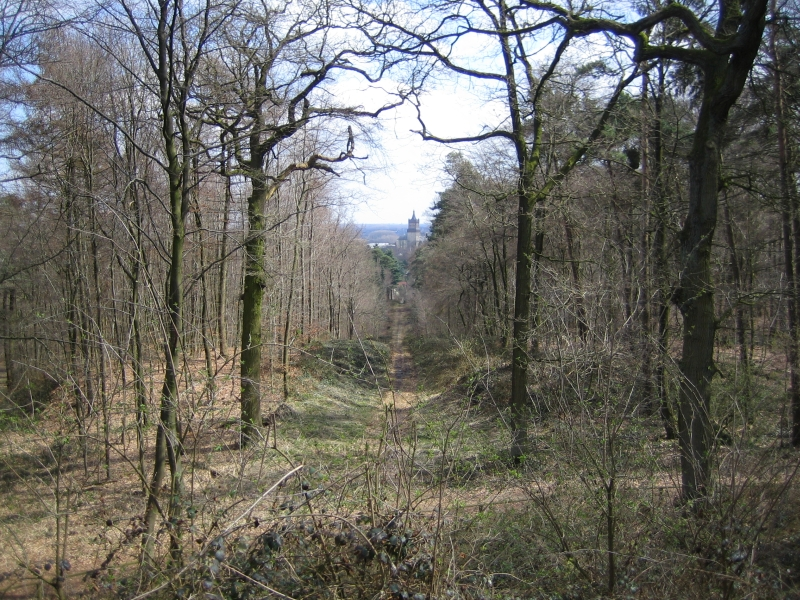
Sichtachse vom Sternberg Richtung Schwanenburg

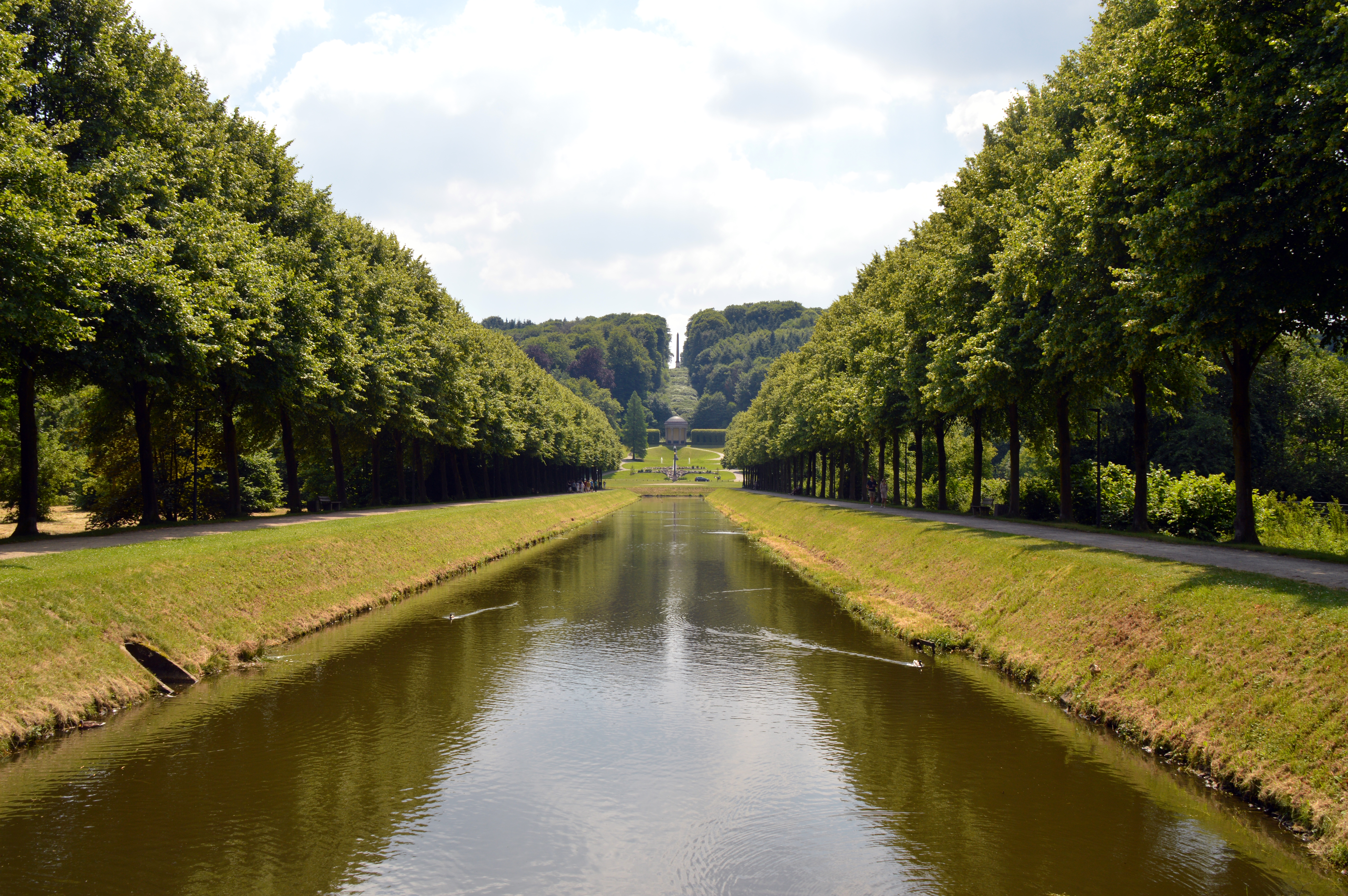
Neuer Tiergarten, Blick vom Kanal auf den Springenberg mit Amphitheater

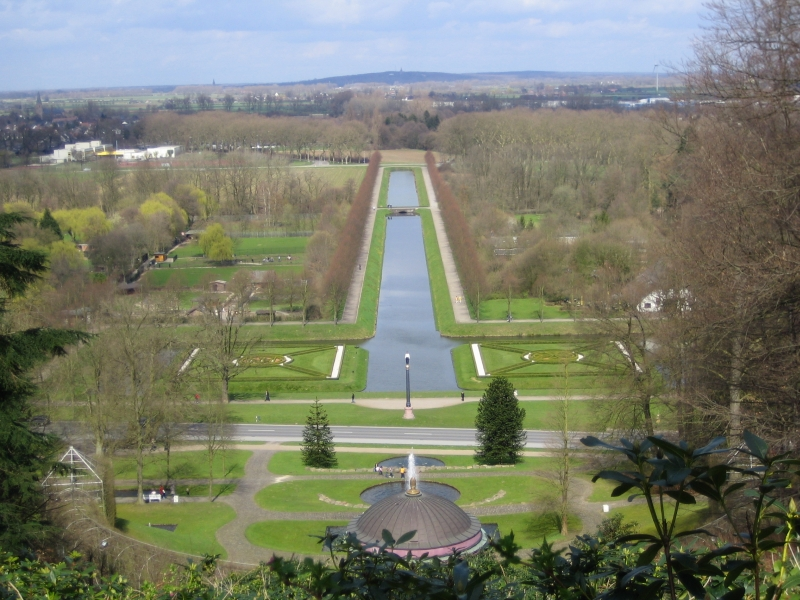
Blick vom Fuß des Obelisken auf dem Springenberg über Amphitheater und Prinz-Moritz-Kanal Richtung Hochelten

Sehenswert sind die barocken Gartenanlagen mit Amphitheater, die Johann Moritz von Nassau-Siegen ab 1647 durch seinen Gartenarchitekten Jacob van Campen anlegen ließ. Die Gärten sind heute nur noch teilweise erhalten oder wurden wiederhergestellt, sind aber gerade deshalb sehr reizvoll. Sie dienten ab 1660 als Vorbild für die Gartenanlagen des Potsdamer Stadtschlosses des brandenburgischen Kurfürsten Friedrich Wilhelm, der Johann Moritz 1649 zu seinem Statthalter in Kleve und Mark ernannt hatte.
Die Klever Gartenlandschaft ist eingebunden in das European Garden Heritage Network.
Für den Neuen Tiergarten wurde auf dem Springenberg eine künstliche Erhebung (Sternberg) geschaffen, von der strahlenförmig zwölf Wege ausgingen. Die Besonderheit dieses Wegesystems ist seine Ausrichtung auf besondere Bauwerke und Städte. Als Schneisen im Wald sind sie zum Teil heute noch erkennbar. Die Blickachsen zur Schwanenburg und zum – jenseits des Rheines – gelegenen Ort Hochelten lassen heute trotz einer Überformung im Sinne des Landschaftsgartens noch erahnen, wie kunstvoll die Anlage damals war.
Zur Gesamtanlage gehört das restaurierte Amphitheater, das in den Hang des Springenberges hineingebaut wurde. Es handelt sich um ein gartenbauerisches Zitat; das Theater wurde nie als solches genutzt. In der Literatur wird es auch als Laubengang oder Exedra bezeichnet. Das Amphitheater wurde schon zu Lebzeiten des Johann Moritz von Nassau mehrfach verändert.
Heute befindet sich darin unter anderem Stephan Balkenhols „Neuer Eiserner Mann“, ein Standbild, das an den Prinzen Johann Moritz von Nassau-Siegen erinnert und zu dessen 400. Geburtstag eingeweiht wurde. Vorläufer war ein gleichnamiges Standbild des 17. Jahrhunderts, das 1794 von französischen Revolutionstruppen zerstört wurde.
Oben auf dem Berg thront heute ein Obelisk, der von Friedrich Wilhelm IV. von Preußen entworfen worden sein soll.
Vorgelagert ist am Fuß des Springenberges eine Parkanlage, die durch eine nach Nordosten ausgerichtete, langgestreckte Wasserfläche – den Prinz-Moritz-Kanal – geprägt ist und von der Joseph-Beuys-Allee umgrenzt wird. Der Kanal mit zwei Inselparterres ist ebenfalls auf Hochelten in der Ferne ausgerichtet. Er wird immer noch von der stillgelegten Eisenbahnstrecke Kleve–Nijmegen gequert. Westlich befindet sich auch heute noch ein Tiergarten.
Südöstlich schließt sich heute der Forstgarten an. Die ursprünglich als Neue Plantage bezeichnete Anlage wurde ab 1782 auf Veranlassung des seinerzeitigen Kammerpräsidenten der preußischen Regierung in Kleve, Julius Ernst von Buggenhagen, angelegt. Ihre verschlungenen Wege entsprechen dem Übergang zum Landschaftsgarten. Bepflanzt ist der Park in der Art eines Arboretums mit zahlreichen verschiedenen Baumarten.
Die Anlage ist durch einen Aha-Graben zur Wasserburgallee sowie in Richtung Prinz-Moritz-Kanal abgegrenzt. Dieser kleine Wassergraben ziert nicht nur den Park, sondern sicherte ihn gleichzeitig vor dem Eindringen von Vieh ohne den Ausblick in die umgebende Landschaft zu stören. Die Neue Plantage präsentiert sich heute – nach Veränderungen durch den Gartenarchitekten Maximilian Friedrich Weyhe auf einer Fläche von 5,6 Hektar als Forstgarten. Zu den Gärten von Kleve gehört schließlich die im Bereich des Alten Tiergartens gelegene Grabstätte des Fürsten Johann Moritz in Bergendael (Berg und Tal), etwas außerhalb von Kleve an der Landesstraße 362 gelegen. Heute noch erhalten sind die Tumba sowie die vorgelagerte Exedra. In die Exedra wurden römische Fundstücke aus der Umgebung eingearbeitet. Johann Moritz wurde zwar nach seinem Tode dort beigesetzt, aber sehr bald nach Siegen überführt.
Von den Klever Parks wurden Amphitheater und Forstgarten 2004/2005 als herausragende Beispiele in die Straße der Gartenkunst zwischen Rhein und Maas aufgenommen.

#### Der Reichswald
Der Niederrhein bietet aufgrund seiner Naturausstattung vielfältige Möglichkeiten der Erholung. Besonders der Klever Reichswald ist ein Paradies für die Naherholung. Dieser Wald hat eine Fläche von etwa 5100 ha und ist damit die bei weitem größte Waldfläche am Niederrhein. Die Höhen des Reichwaldes sind Teil des Niederrheinischen Höhenzuges, der sich über eine Länge von rund 60 km zwischen Kamp-Lintfort und Nijmegen erstreckt. Im Reichswald befinden sich die höchsten Erhebungen des Unteren Niederrheins, der Klever Berg mit 106 Metern, sowie der Stoppel-, Gelden- und Brandenberg mit etwa 90 m Höhe über dem Meeresspiegel. Zum Rhein hin entwässern ihn drei kleine Bäche, die Rote, die Klare und die Schwarze Beeke. Für Radwanderer, Jogger und viele weitere Sportarten steht ein ausgedehntes Wegenetz zur Verfügung, auf denen sich die Natur in allen Facetten genießen und erleben lässt.

### Sport
Im Jahr 2000 fusionierten die Vereine VfB Lohengrin 03 Kleve und der SC Kleve 63 zum 1. FC Kleve 63/03. Einer der Vorgängervereine, der VfB 03 Cleve, richtete am 16. Oktober 1910 das erste Fußballländerspiel auf deutschem Boden zwischen Deutschland und den Niederlanden (1:2) aus.
1926 wurde der Sportverein Rindern gegründet. Seine Spielstätte liegt neben der Wasserburg Rindern.
1928 wurde der SV Nordwacht Keeken gegründet. Er ist der nördlichste Sportverein der Stadt Kleve mit einem Sportgelände in Blickweite zur ndl. Grenze mit über 600 Mitgliedern.
1953 wurde der Verein DJK Rhenania VfS Kleve e. V. gegründet.
Der Tischtennisverein Weiß-Rot-Weiß Kleve gehörte in den 1970er und 1980er Jahren mit seinem Damenteam zu den besten deutschen Mannschaften.
Im Jahre 1988 wurde die American-Football-Abteilung bei dem VfL Merkur Kleve e. V. ins Leben gerufen. Die Cleve Conquerors (Eroberer) spielen derzeit in der Landesliga Nord. Der mitgliederstärkste Klever Verein bietet auch andere Sportarten, wie Volleyball, Handball, Basketball, Fechten, Leichtathletik usw. an.
Einer der ältesten Vereine Kleves ist der Clever Schwimmverein 1910 e. V. mit über 1000 Mitgliedern. Die bekanntesten Mitglieder sind die Geschwister Angela und Klaus Steinbach, die erfolgreich bei Olympischen Spielen und Weltmeisterschaften waren. Klaus Steinbach war auch der erste, der die 100 Meter Freistil auf der Kurzbahn in unter 50 Sekunden schwamm.

### Regelmäßige Veranstaltungen
- 9-tägige Stadtkirmes Mitte Juli

• Kirschblütenfest am Spoykanal im April

### Klever Platt
Kleevse Platt sowie die unterschiedlichen Mundarten der Stadtteile und umliegenden Ortschaften basieren auf den niederfränkischen Sprachen, die zur Zeit der frühmittelalterlichen Expansion der Franken am Niederrhein gesprochen wurden. Die Mundarten rechtsrheinisch von Emmerich bis Duisburg, linksrheinisch von Kleve bis zum Krefelder Ortsteil Hüls (mit Hölsch Plott) werden dem nördlich der Uerdinger Linie gesprochenen Nordniederfränkischen zugerechnet (umfassend auch Kleverländisch genannt). Klever Platt ist gekennzeichnet durch einen besonderen „Tonfall“, den Außenstehende als „singend“ empfinden, und durch Aufnahme von Mundart-Vokabular aus dem nahen niederländischen Grenzraum, mit dem es eine lange Tradition verbindet: Niederländisch war bis ins 19. Jahrhundert die Hochsprache der Region. Nördlich der Uerdinger Linie wird das Personalpronomen „ich“ als „ek“ oder „ekk“ gesprochen. Südlich dieser Linie, im Südniederfränkischen (auch limburgisch genannt) wird stattdessen „isch“ oder „esch“ verwendet. Noch weiter südlich verläuft die Benrather Linie (maake-maache-Unterscheidung), die das Südniederfränkische zum Mittelfränkischen (mit den ripuarischen Dialekten, u. a. Kölsch) abgrenzt. Östlich von Bocholt/Oberhausen verläuft außerdem zum Westfälischen hin die Einheitsplurallinie.
Obwohl Kleevse Platt in Vereinen und Mundartzirkeln gepflegt wird, geht die Zahl der Mundartsprecher insbesondere unter jüngeren Menschen ständig zurück. Immer häufiger wird eine Niederrheinisches Deutsch genannte Umgangssprache gesprochen – von Wissenschaftlern Regiolekt genannt.

### Schützenwesen
St. Georgschützenbruderschaft Kleve
Diese Schützenbruderschaft wurde vermutlich vor 1430 gegründet. Es wird als mögliches Gründungsjahr das Jahr 1341 angenommen.
St. Antonius und St. Georg
Die Bruderschaften verfolgten keine gewerblichen und politischen Zwecke, sondern waren rein religiösen Charakters. Jede Bruderschaft wählte sich einen bestimmten Heiligen, wonach sie benannt wurde.
Die heute noch bestehenden Schützenbruderschaften St. Antonius und St. Georg sind die Reste der einst so glänzenden Schützengilden in Kleve, die sich der besonderen Gunst der Fürsten und der Stadt erfreuten.
Schusswaffen zum „Papageienschießen“
Die Schützen bedienten sich der Armbrust. Seit 1568 kommen neben dem Bogen auch „Büssen“ und „Rohr“ (Vorderlader) vor. „Een guede rüstige hörne armboste“ brauchten sie bei dem Wettbewerb auf der gemeinsamen Schießstätte des Heiberges. Hier hatte jede Gilde ihr „doel“, eine Vogelstange mit dem Papageien darauf.
Armenspeisung
Die Armen wurden am Tage des Königsschießens regelmäßig bedacht und die Wache am Heidelberger Tor beschenkt. Drei Schützengilden gab es um 1430: „Die alte, mittlere und junge“. Als älteste ist die Sebastianus-Bruderschaft anzusehen, während die St.-Georg-Bruderschaft als die mittlere zu betrachten ist. Die Letztere schloss sich 1586 mit der Barbaragilde zusammen und 1569 trat Herzog Wilhelm der Gilde bei.
Antoniusgilde
Dia Antoniusschützen traten 1461 zu einer Gilde zusammen und setzten damit die Tradition einer älteren Bruderschaft fort. In diese vom Herzog warm befürwortete Bruderschaft ließen sich neben den angesehensten Bürgern der Stadt auch manche Hofherren aufnehmen. 1648 vereinbarten die Gildebrüder im Minoritenkloster zu Kleve, wieder nach dem Vogel zu schießen, das wegen der beschwerlichen Kriegszeiten seit 1603 unterblieben war. Da nunmehr aber „die heilige Sonne des Friedens“ aufgegangen war, malte auch Meister Glasmacher ten Have einen Schwan für eine Fahne der St.-Antonius-Bruderschaft.
Gildenbuch – genealogische Quelle
Um 1540 wurde ein Gildenbuch der St.-Antonius-Bruderschaft angelegt, das dann durchgehend weiter geführt wurde. Die Aufzählung auf Seite 4 der vor Anlage des Buches verstorbenen Gildebrüder zeigt, dass seit Johann I. von Kleve (1448–1481) alle Herzöge Gildenbrüder waren.
Der an erster Stelle genannte Gildenbruder Herzog Wylhem kam 1539 zur Regierung und musste nach einem unglücklichen Krieg gegen Kaiser Karl V. im Frieden von Venlo 1543 den seit 1538 geltend gemachten Ansprüchen Kleves auf Geldern und Zutphen entsagen. Da die Namen dieser beiden Grafschaften ursprünglich unter seinen Titeln mit aufgeführt waren und erst später (aber immer noch lesbar) wegrasiert wurden, scheint der Schluss berechtigt, dass das besagte Mitgliederbuch um 1539/40 angelegt wurde.
Brudermeister
- 1899 Kleidermacher Gerhard Flock, Kirchenschweizer der Unterstadt, * 17. September 1855; † 6. März 1928.

## Wirtschaft und Infrastruktur

### Unternehmen

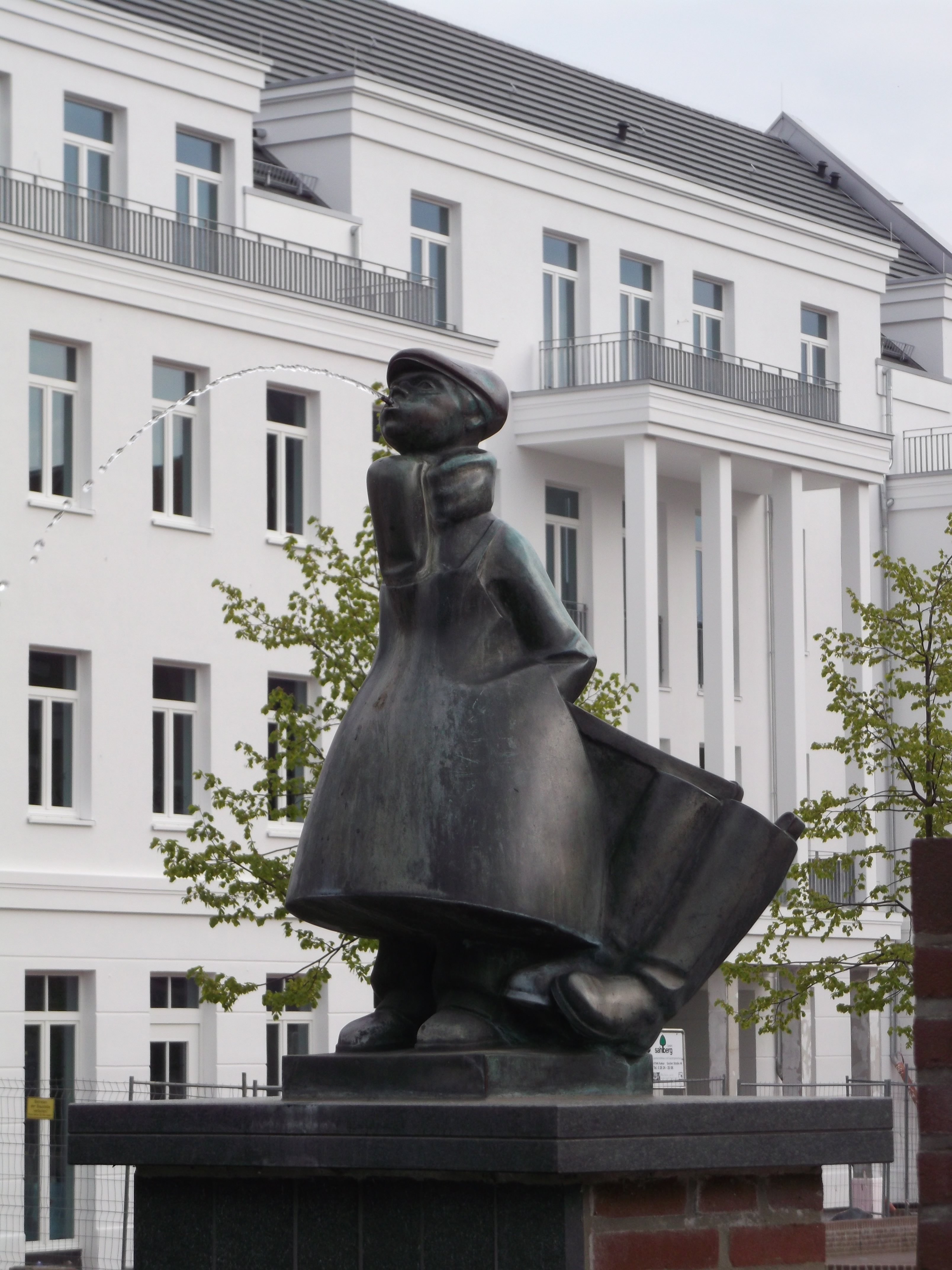
Kleves Wahrzeichen „Schüsterken“

Die Industrialisierung setzte in Kleve erst spät ein. Aufgrund des Kur- und Badebetriebes war die Stadt darauf bedacht, störende Industrien von Kleve fernzuhalten. 1888 siedelten sich die Van den Bergh’schen Margarinewerke (1927–2017 Unilever, seit 2018 im Besitz von KKR) in Kellen an. Ebenfalls in Kellen entstanden weitere Lebensmittelwerke wie die Keksfabrik XOX-Biskuitfabrik GmbH und die Kakaofabrik Bensdorp. XOX und Bensdorp sind heute geschlossen, die Gebäude werden teilweise für kulturelle Zwecke genutzt.
1896 gründete Gustav Hoffmann mit seinem Schwager Fritz Pannier die Elefanten-Kinderschuhfabrik und machte die traditionelle Schuhstadt Kleve zu einem Zentrum der Kinderschuh-Industrie. 1908 trennten sich Hoffmann und Pannier mit der Vereinbarung, dass Hoffmann nur Schuhe bis Größe 26, Pannier nur Schuhe ab dieser Größe herstellt. Eine weitere Klever Marke für Kinderschuhe war Bause. Heute dienen die geschlossenen Fabriken überwiegend dem Verkauf anderer Schuhmarken. Dennoch bleibt das „Schüsterken“ an der Herzogbrücke Kleves Wahrzeichen.
In der Nähe des Ortsteils Griethausen befindet sich eine Ölmühle der Firma ADM, die Raps- und Sonnenblumenöl herstellt. Die 2,8 km lange Feldbahn der Obstplantage Wilhelm de Joncheere wurde um 1909 für den innerbetrieblichen Transport von Pflanzen, Dünger, Kompost und die Ernte eingesetzt.
Die Sprehe-Gruppe betreibt in Kleve mit der Meistermacher Convenience Food GmbH einen Betrieb zur Verarbeitung von Schlachterzeugnissen.

### Medien
In Kleve erscheinen zwei Tageszeitungen mit Lokalredaktion, die Rheinische Post und die Neue Rhein Zeitung (montags bis samstags).
Es erscheint wöchentlich ein Anzeigenblatt Niederrhein Nachrichten mit lokalen Informationen.
Der Westdeutsche Rundfunk (WDR) unterhält in Kleve Büros und ein Hörfunkstudio für regionale (Kreise Kleve und Wesel) Nachrichten und Berichte. Für die gesamte ARD organisiert das Klever WDR-Büro die Hörfunkberichte aus der benachbarten Niederlande. Das Klever Büro ist dem WDR-Studio Düsseldorf zugeordnet.
Das zur Mediengruppe RP zählende Lokalradio für den Kreis Kleve, Antenne Niederrhein, sendet täglich sechs Stunden Lokalprogramm aus dem Funkhaus in Kleve. An der Lokalradio Kreis Kleve Betriebsgesellschaft sind auch der Kreis Kleve mit 15 %, die Städte Geldern und Kleve mit je 2 %, die Städte Emmerich am Rhein, Goch und Kevelaer mit je 1 % und die Städte bzw. Gemeinden Bedburg-Hau, Issum, Kalkar, Straelen, Uedem und Weeze mit je 0,5 % beteiligt.

### Bildung
Kleve beherbergte im Jahr 2022 sieben Grundschulen, eine Förderschule, zwei Gesamtschulen, eine Realschule, zwei Gymnasien, eine berufsbildende Schule und eine Fachhochschule. Daneben gibt es noch eine Schule für Alten- bzw. Krankenpflege, eine Landwirtschaftsschule, ein kirchliches Bildungszentrum, die Studienseminare für die Primarstufe, die Sekundarstufen für Sonderpädagogik. Die Klever Volkshochschule bietet auch den Erwerb von Haupt- und Mittleren Schulabschlüssen für Erwachsene an. Die nächstliegende Möglichkeit zum Erwerb von Fachhochschulreife und Abitur in der Erwachsenenbildung besteht am Weiterbildungskolleg Westmünsterland in Bocholt.

#### Schulen
Allgemeinbildende Schulen
- Grundschulen
  - Grundschule An den Linden
  - Johanna-Sebus-Schule Rindern
  - Karl-Leisner-Schule
  - Marienschule Materborn
  - Montessorischule Kleve
  - St. Michael Grundschule Reichswalde
  - Willibrordschule Kellen
- Förderzentrum Kleve Frankenstraße[69]
- Gesamtschulen
  - Gesamtschule am Forstgarten
  - Joseph-Beuys-Gesamtschule
- Realschulen
  - Karl Kisters Realschule Kleve-Kellen[70]
- Gymnasien
  - Freiherr-vom-Stein-Gymnasium
  - Konrad-Adenauer-Gymnasium in Kellen

Berufliche Schule
- Berufskolleg Kleve des Kreises Kleve in Kleve, Weißes Tor[71]

#### Hochschule
Die Hochschule Rhein-Waal ist eine 2009 gegründete Fachhochschule mit ingenieurwissenschaftlicher Ausrichtung, die im Wintersemester 2009/10 mit der Lehre begann, im September 2012 wurde der neu errichtete Campus Kleve bezogen. Im Wintersemester 2014/15 erreichte die Hochschule ihr Ausbauziel von 5000 Studierenden. Die Hochschule hat ihren Hauptsitz in Kleve und eine Dependance in Kamp-Lintfort.

### Verkehr

#### Flugverkehr
Die nächstgelegenen beiden Flughäfen sind der 33 km weit entfernte Flughafen Niederrhein in Weeze und der Flughafen Düsseldorf. Dieser ist 93 km weit entfernt und über die Autobahn A 57 zu erreichen. Weiter entfernt (152 km) liegt der Flughafen Köln/Bonn. Auf niederländischer Seite liegt der 147 km weit entfernte Amsterdamer Flughafen Schiphol.

#### Schienen- und Busverkehr

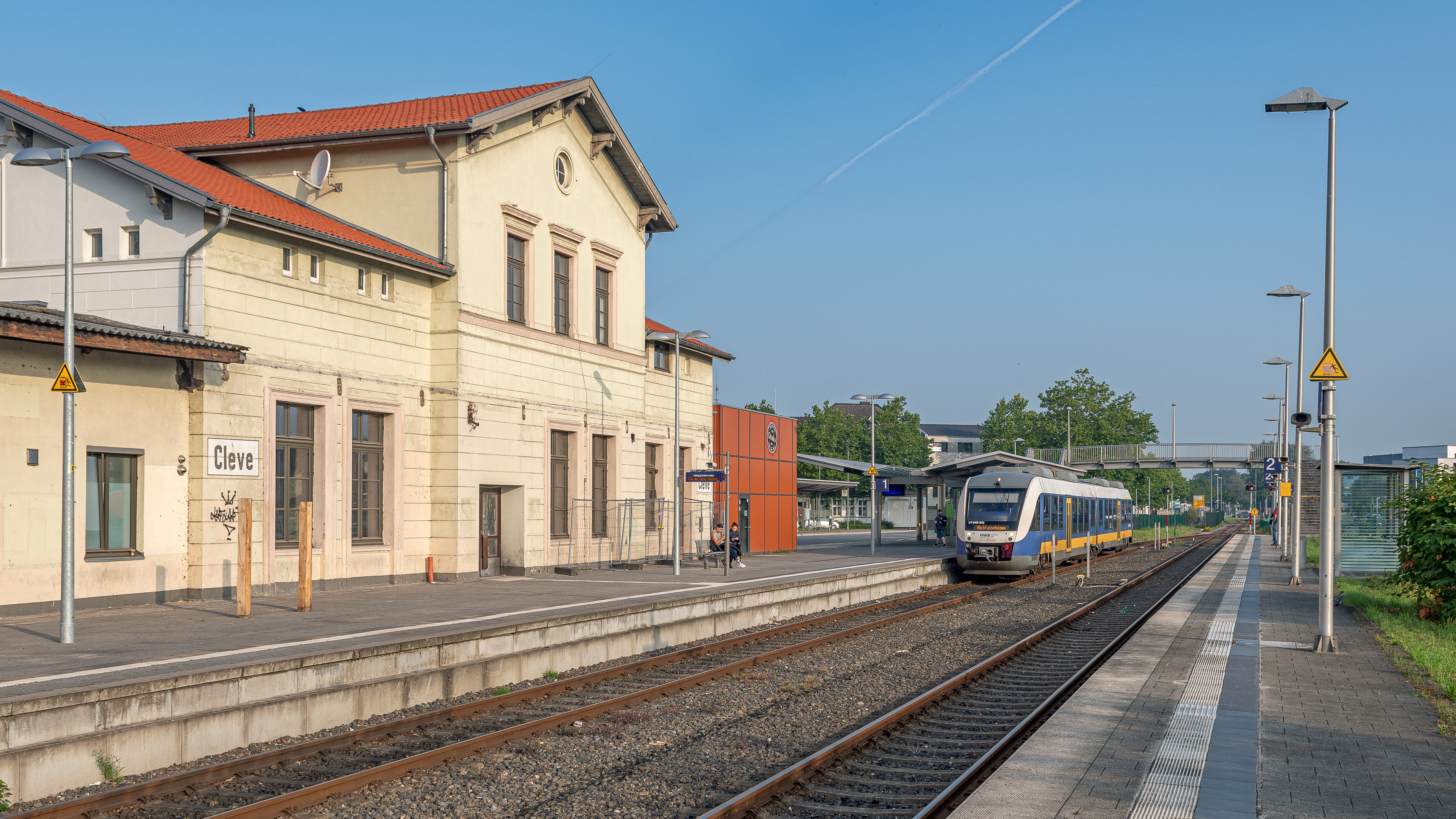
Empfangsgebäude des Bahnhofs Kleve

Der Bahnhof Kleve liegt an der linksniederrheinischen Strecke. Er wird montags bis freitags im 30-Minuten-Takt, an Wochenenden und Feiertagen im Stundentakt vom RE 10 „Niers-Express“ Kleve–Düsseldorf über Krefeld bedient.
Durchgeführt wird der Schienenpersonennahverkehr von der RheinRuhrBahn, die Dieseltriebwagen vom Typ LINT 41 einzeln oder in Mehrfachtraktion einsetzt.
Im kommunalen Personennahverkehr verkehren eine Reihe von Stadt- und Regionalbuslinien zur Erschließung der Region und des Stadtgebiets. Die Linien werden mehrheitlich von den Niederrheinischen Verkehrsbetrieben betrieben. Für den gesamten öffentlichen Personennahverkehr (ÖPNV) gilt der Tarif des Verkehrsverbundes Rhein-Ruhr (VRR) und tarifraumüberschreitend der NRW-Tarif.
Die Eisenbahnstrecke Kleve–Spyck wurde 1969 stillgelegt. In den 1980er Jahren wurden die Gleise zurückgebaut, über die Strecke führt heute ein Radweg bis zur Eisenbahnbrücke über den Altrhein bei Griethausen. Die Strecken Kleve–Xanten und Kleve–Kranenburg–Nijmegen sind seit 1990 bzw. 1991 außer Betrieb. Die Strecke nach Kranenburg bzw. Groesbeek wird mit Draisinen touristisch genutzt.
Zwischen dem 1. Oktober 1911 und dem 31. März 1962 verkehrten in der Stadt die normalspurigen Straßenbahnen der Klever Straßenbahn. Diese hatten Anschluss an die Kleinbahn Wesel–Rees–Emmerich und an die Straßenbahn Nijmegen.

#### Straßenverkehr
Eine Autobahn gibt es auf Klever Stadtgebiet nicht. Kleve ist über die B 9 und die B 220 an das Fernstraßennetz angebunden.
Ebenfalls im Stadtgebiet von Kleve beginnt die B 57. Sie verläuft in zwei Abschnitten von Kleve bis Rheinberg und von Mönchengladbach bis Aachen.
Nächsterreichbare Autobahnauffahrten sind die Anschlussstelle Goch der A 57 (E 31) (Nijmegen–Köln) und die Anschlussstelle Emmerich der A 3 (E 35) (Emmerich–Passau).
Des Weiteren verlaufen durch Kleve die Landesstraßen L 8, L 362, L 456 und L 484.

#### Radverkehr
Kleve ist seit Juni 2019 über den Radschnellweg „Europa-RadBahn“ direkt mit Nijmegen verbunden. Die Europa-RadBahn wurde parallel zum stillgelegten Abschnitt der linksniederrheinischen Strecke zwischen Kleve und Nijmegen errichtet und führt über Donsbrüggen, Nütterden, Kranenburg und Groesbeek bis nach Nijmegen-Heyendaal.

#### Schiffsverkehr
Per Schiff war Kleve vom Rhein über den Schifffahrtsweg Rhein-Kleve mit der Schleuse Brienen und dem Spoykanal erreichbar. Nach der Stilllegung der Schleuse Brienen wird diese nach aktuellem Stand bis auf wenige denkmalgeschützte Teile im Jahr 2023 im Zuge einer Deichsanierung abgerissen.

## Persönlichkeiten
Überregional bekannte Politiker aus Kleve waren die Bundestagsabgeordnete und Bundesumweltministerin Barbara Hendricks (SPD), der ehemalige langjährige Bundestagsabgeordnete Paul Friedhoff (FDP), sowie der in Kaarst (Neuss) geborene ehemalige Stadtdirektor und ehemalige Landtagsabgeordnete und parlamentarische Staatssekretär Manfred Palmen (CDU).